# Audi TT
O Audi TT é um automóvel esportivo de duas portas produzido pela Audi entre 1998 e 2023, fabricado em Győr, Hungria, pela Audi Hungaria Motor Kft., usando a carroceria que é produzida e pintada na planta de Ingolstadt, Alemanha. Ele é disponibilizado nas versões coupé 2+2 e roadster de apenas dois lugares. Em 2006, a Audi anunciou a segunda geração de seu esportivo compacto e em 2014 a terceira.
Em 2015, a terceira geração do Audi TT chegou ao mercado com uma novidade no quesito tecnológico, um painel todo eletrônico chamado pela fabricante de Virtual Cockpit. O painel agora substituído por uma uma tela de 12 polegadas de alta definição pode ser configurado em dois modos de exibição. O primeiro, mais tradicional, conta com velocímetro e conta-giros em primeiro plano. Porém estes instrumentos podem ficar menores para dar destaque para o mapa do navegador GPS, no segundo modo.
Em fevereiro de 2023, a montadora anunciou que o TT seria descontinuado com um modelo limitado. O modelo saiu de linha após 25 anos e cerca de 700 mil exemplares produzidos.

## Primeira geração

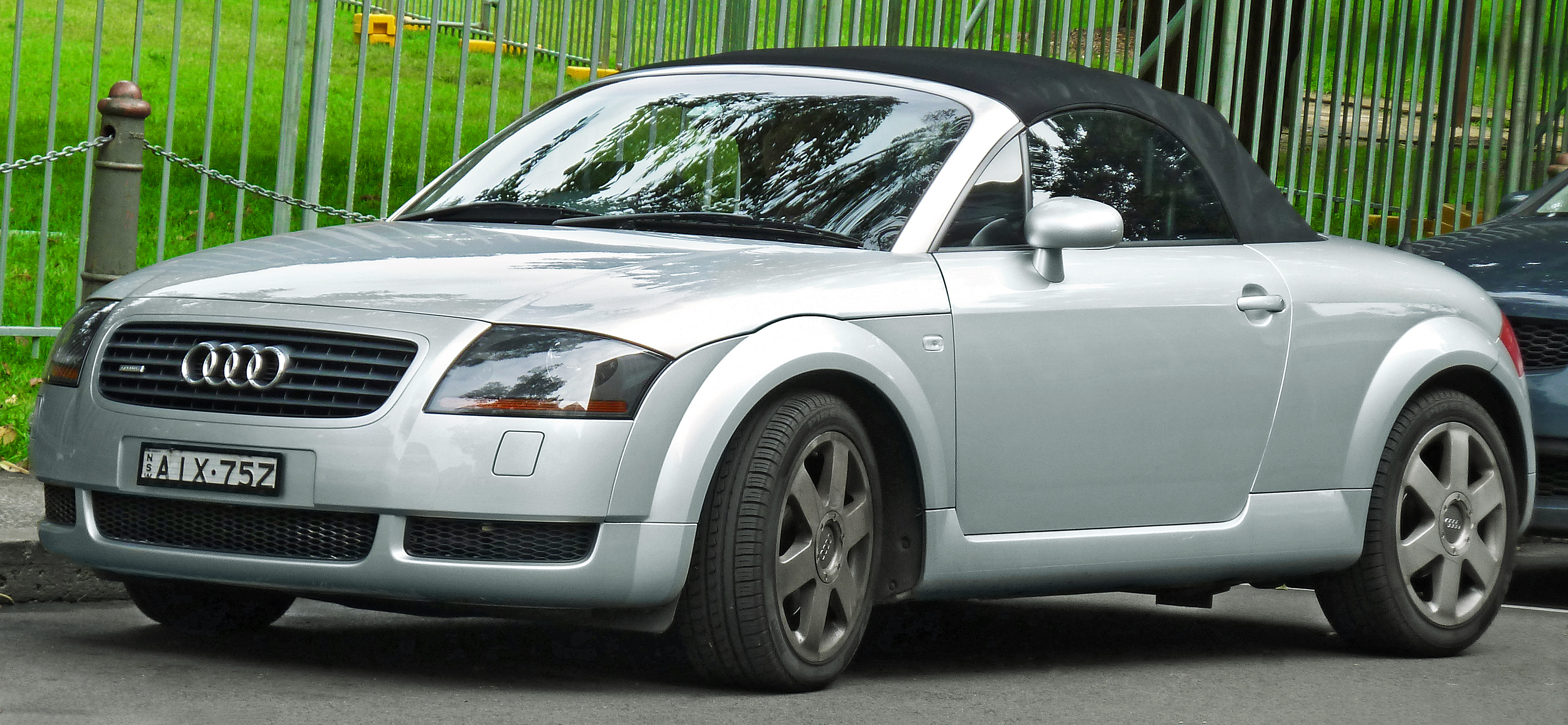
Audi TT (8N) roadster pré-facelift

Em setembro de 1998, foi lançado a versão de produção do Audi TT de primeira geração (também conhecido como typ 8N) com carroceria coupé, e em agosto de 1999 foi então lançado a versão roadster. Ele era montado sobre a plataforma A4 (PQ34), a mesma usada pelo Volkswagen Golf Mk4, a primeira geração do Audi A3, o Škoda Octavia, entre outros.
Os primeiros TT que saíram de fabrica ocuparam as manchetes de jornais após uma série de acidentes em alta velocidade e algumas fatalidades relacionadas. Esse acidentes ocorriam em trocas de faixas abruptas ou em curvas acentuadas acima de 180 km/h (112 mph). Todos os modelos tanto coupé, quanto roadster sofreram um recall no entre o final 1999 e o início de 2000, para melhorar o controle dinâmico do carro em alta velocidade, foi adicionado um sistema de controle eletrônico de estabilidade (ESP) da Audi, e um spoiler traseiro, além de modificações na suspensão. Todas mudanças foram posteriormente incorporadas na versão de produção do carro.
A primeira geração do Audi TT foi indicado ao prêmio carro do ano nos Estados Unidos no ano de 2000. o bólido também figurou de 2000 a 2001 a lista dos 10 melhores carros da revista Car and Driver. Em 2003 a Audi promoveu um pequeno facelift no TT, com pequenas alterações estéticas.

### Trem de força

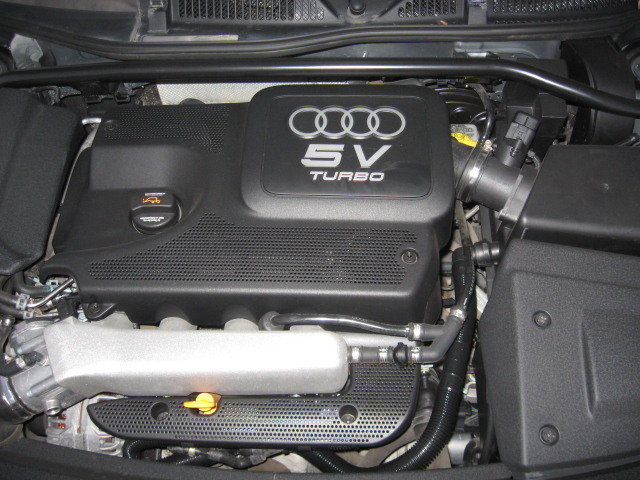
Motor 1.8 do Audi TT (8N)

Mecanicamente, O TT compartilha o mesmo layout de trem de força que seus "irmãos" de plataforma. O TT usa um motor montado transversalmente, e uma transmissão de 5 velocidades manual para motores de 180 cv (132 kW), 6 velocidades manual para motores de 225 cv (165 kW) ou 6 velocidades Tiptronic para todos motores, e possuía a opção de tração dianteira, ou tração integral chamado quattro. Ele foi inicialmente disponibilizado com um motor 1.8L l4 20v turbo, que oferecia duas opções de potência: 180 cv (178 hp) e 225 cv (222 hp). Os motores em sua essência eram os mesmos, porém com algumas diferenças, A versão de 225 cv era equipada com uma turbina maior (denominada K04) que a versão de 180 cv que vinha com uma turbina menor (denominada K03S), Um intercooler adicional no lado esquerdo (complementando o intercooler do lado direito, já existente), pinos de biela 20 mm mais largo, ponteira de escapamento dupla, coletor de admissão com a entrada de ar no lado do condutor, e outras melhorias que ajudavam a aguentar o aumento de pressão no coletor durante o turbo boost (que é o aumento temporário da pressão máxima do turbo), em que o pico de pressão de passava de 10 psi (0,69 bar), para 15 psi (1,0 bar). O sistema de tração integral Haldex conhecido como "Quattro", era opcional na versão de 180 cv, e equipava por padrão a versão de 225 cv.
A gama original de motores quatro cilindros foi complementada com a chegada do VR6 3.2L de 250 cv (180 kW) no início de 2003, que trazia por padrão com sistema de tração integral quattro. Em Julho de 2003, um novo câmbio de dupla embreagem de seis velocidades – Apelidado de Direct-Shift Gearbox (DSG), que melhorava a aceleração através de tempos de mudança de marchas muito curtos, era oferecido juntamente com uma suspensão mais rígida.

### TT quattro Sport
Em 2005, a Audi lançou um edição limitada de seu pequeno Coupé, chamada de Audi TT quattro Sport (também conhecido como Audi TT Club Sport na Europa). Originalmente planejado para 1000 unidades, porém foram vendidas apenas 800 no Reino Unido. Construído pela quattro GmbH, a divisão esportiva da Audi, o motor 1.8L 20v turbo agora oferecia potência de 240 cv (177 kW) e 320 Nm (32,6 kgf-m) de torque. O carro também passou por um processo de redução de peso, perdendo 75 kg (165 lb) passando a ter 1 390 kg (3 064 lb) de massa, com isso o TT quattro Sport alcançava a marca de 100 km/h (62,1 mph) em 5.9 segundos — em testes de de arrancada 0 a 100 km/h, e velocidade final limitada eletronicamente a 250 km/h (155 mph).
A redução de peso foi alcançada graças a remoção do estepe, dos Contrapesos traseiros, do tampão do porta malas, dos bancos traseiros, e do ar condicionado. A bateria foi realocada no porta-malas em função de manter o máximo positivável a distribuição de peso no veículo. Bancos concha fixos de baixo peso da Recaro agraciavam o interior. ele era facilmente distinguível dos outros TT Coupés por seu esquema de cores de dois tons (Phantom Black pearl pintando o teto, as colunas A, B e C, e a capa dos retrovisores, tudo isso combinando com Avus Silver, Phantom Black, Mauritius Blue ou Misano Red para o resto do carro) e rodas de 18" de liga leve de alumínio fundido que tinha 15 raios. O TT quattro Sport utilizava o mesmo body kit da versão 3.2 VR6, e também era equipado com ponteiras de escapamento pretas, suspensão mais rígida e as rodas traseiras eram ½" mais larga em função de melhorar a dirigibilidade. O material de divulgação declarava que ele era equipados freios V6-spec, entretanto os modelos entregues no Reino Unido vinham com pinças de freios 225 por padrão, elas eram pintadas de vermelho.
No Salão Internacional do Automóvel de Genebra de 2014, a Audi apresentou o novo Audi TT Quattro Sport Concept 2014. Ele era movido por um motor 2.0L l4 TFSI que produzia 426 cv (313 kW) de potência e 45,76 kgf-m (449 Nm) de torque. Era equipado com o sistema de tração integral "Quattro" da Audi e uma transmissão de dupla embreagem chamada de S Tronic.

### 2.7T Quattro gmbH Concept
Para o 30° aniversário da quattro GmbH foi revelado um TT na cor Imola Yellow que usava a motor 2.7L Bi-Turbo de um Audi RS4 de quinta geração (B5) que foi produzido em 2001, o bólido produzia 280KW (440 Nm a 2500 RPM). Isso foi realizado usando um RS4 B5 como carro doador, que incluía motor, transmissão, diferencial traseiro, eixos, freios, e rodas B5 Avant. Usando o trem de força do RS4, a Audi conseguiu usar um diferencial torsen no lugar do sistema Haldex, acoplado a uma transmissão manual de 6 velocidades e o sistema Quattro.

### Galeria

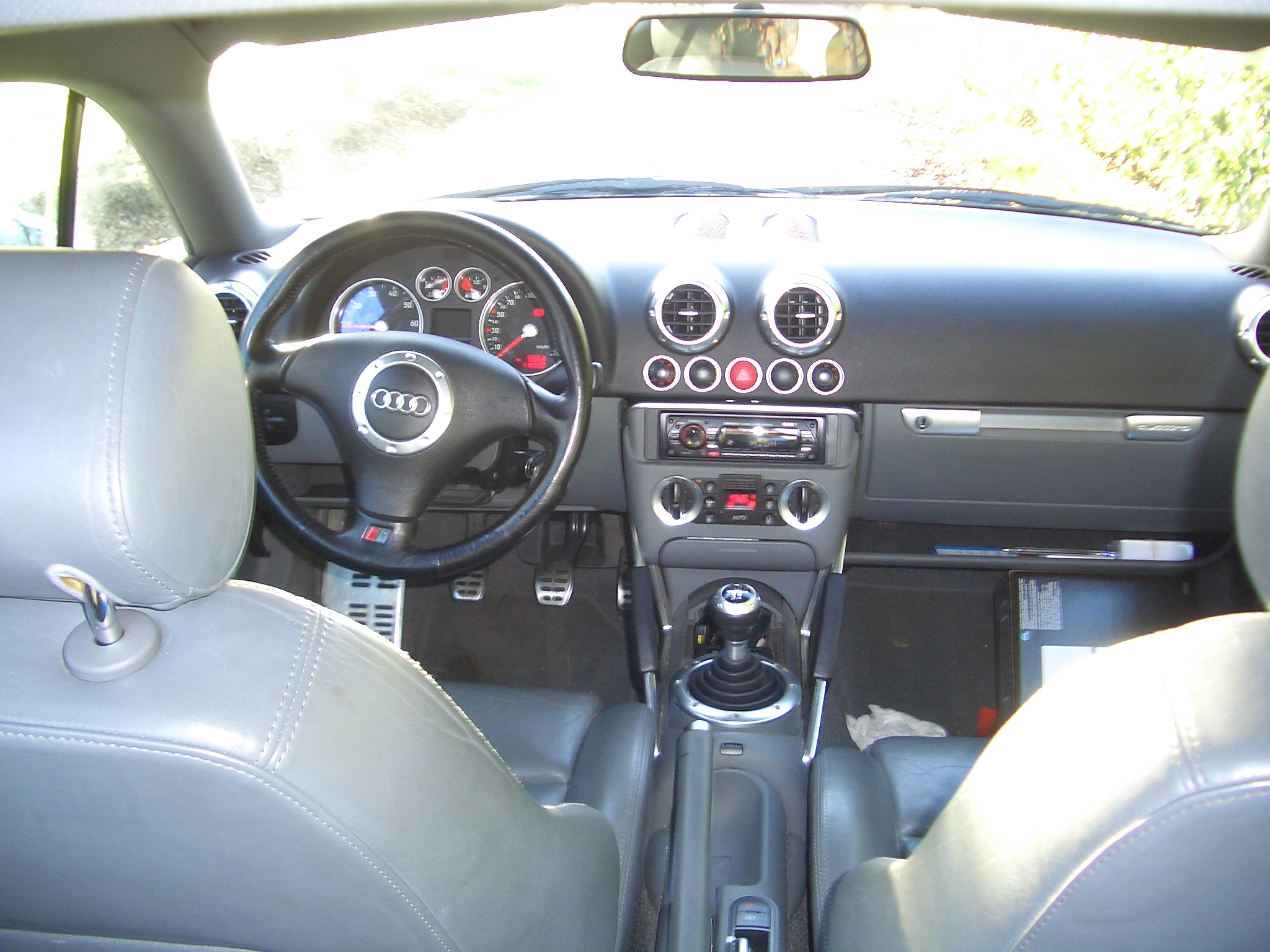
Interior do Audi TT coupé
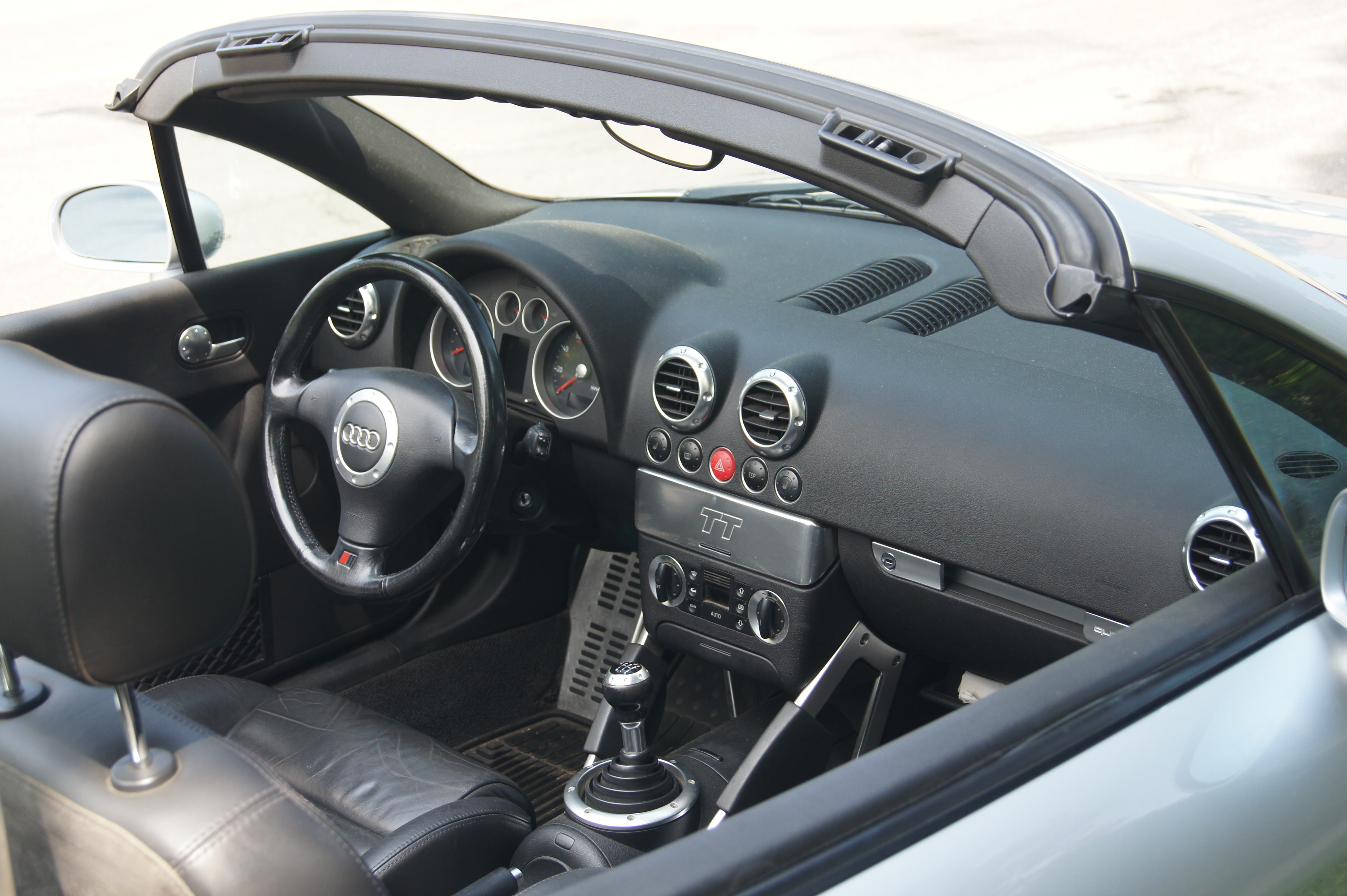
Interior do Audi TT Roadster
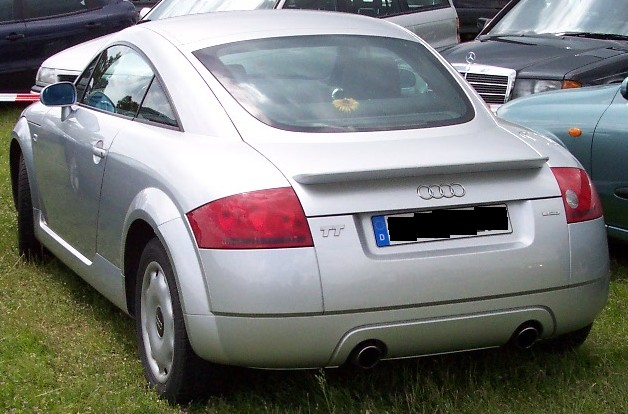
Traseira Audi TT coupé
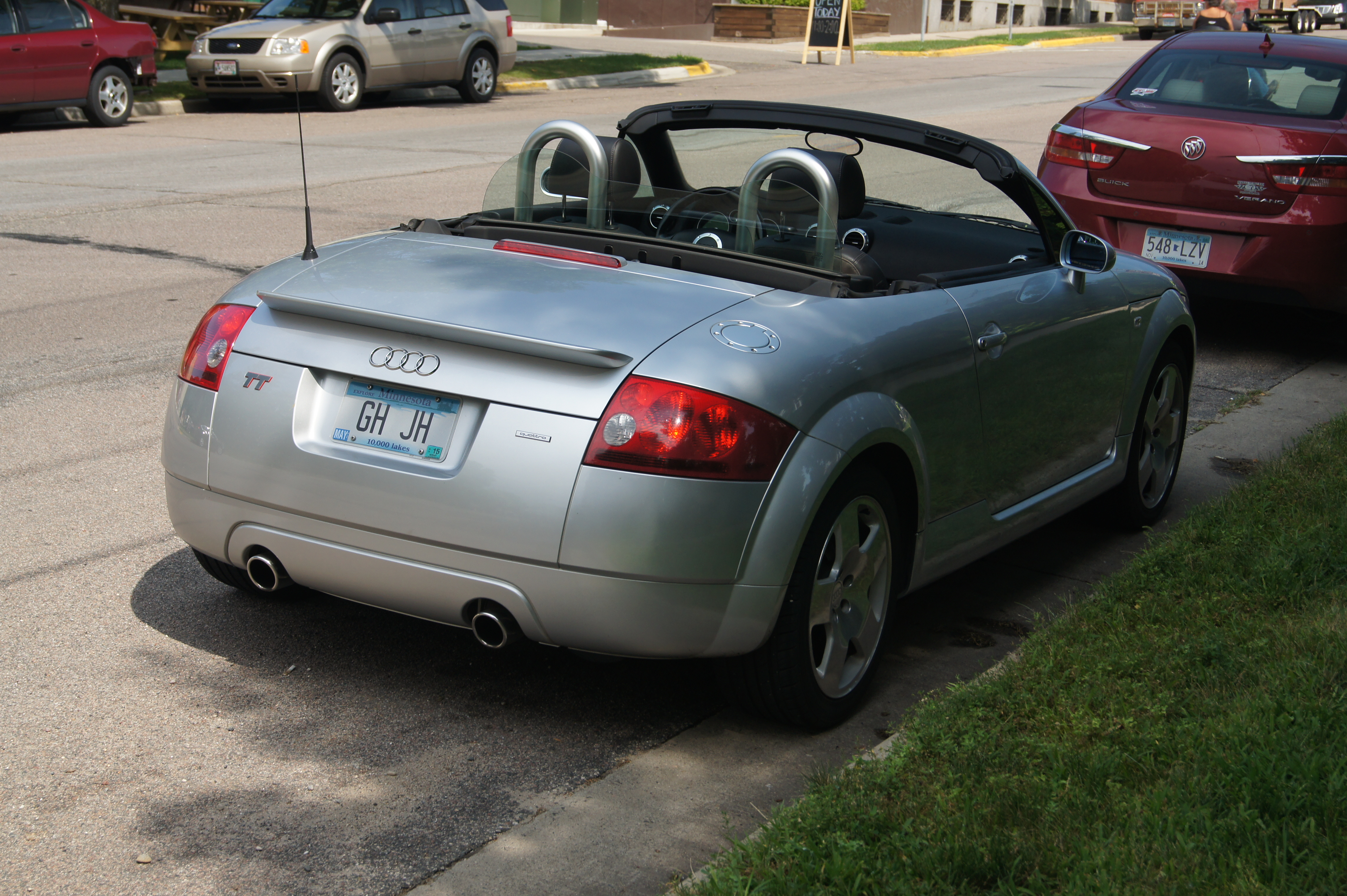
Traseira Audi TT Roadster
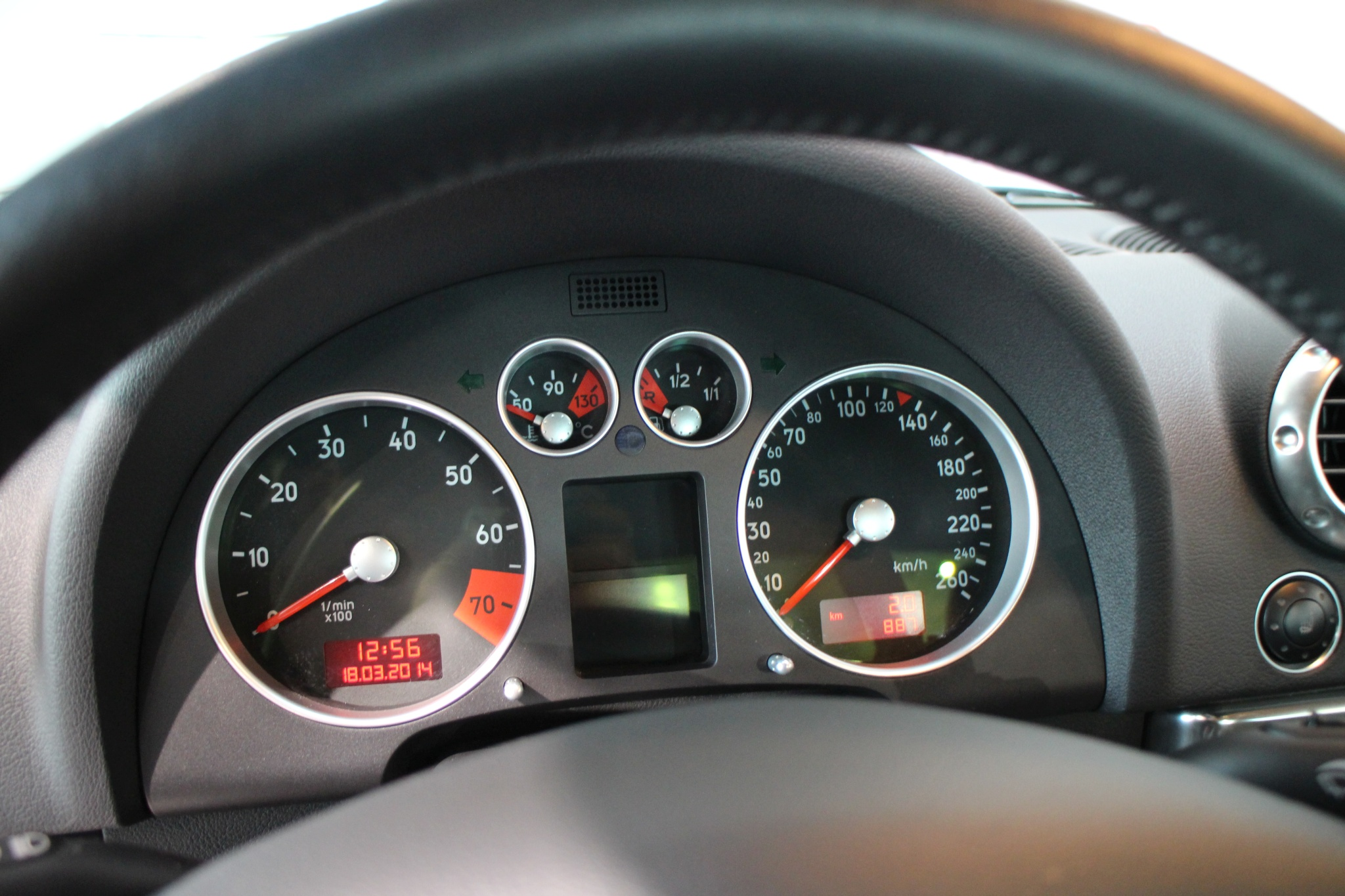
Painel Audi TT

## Segunda geração

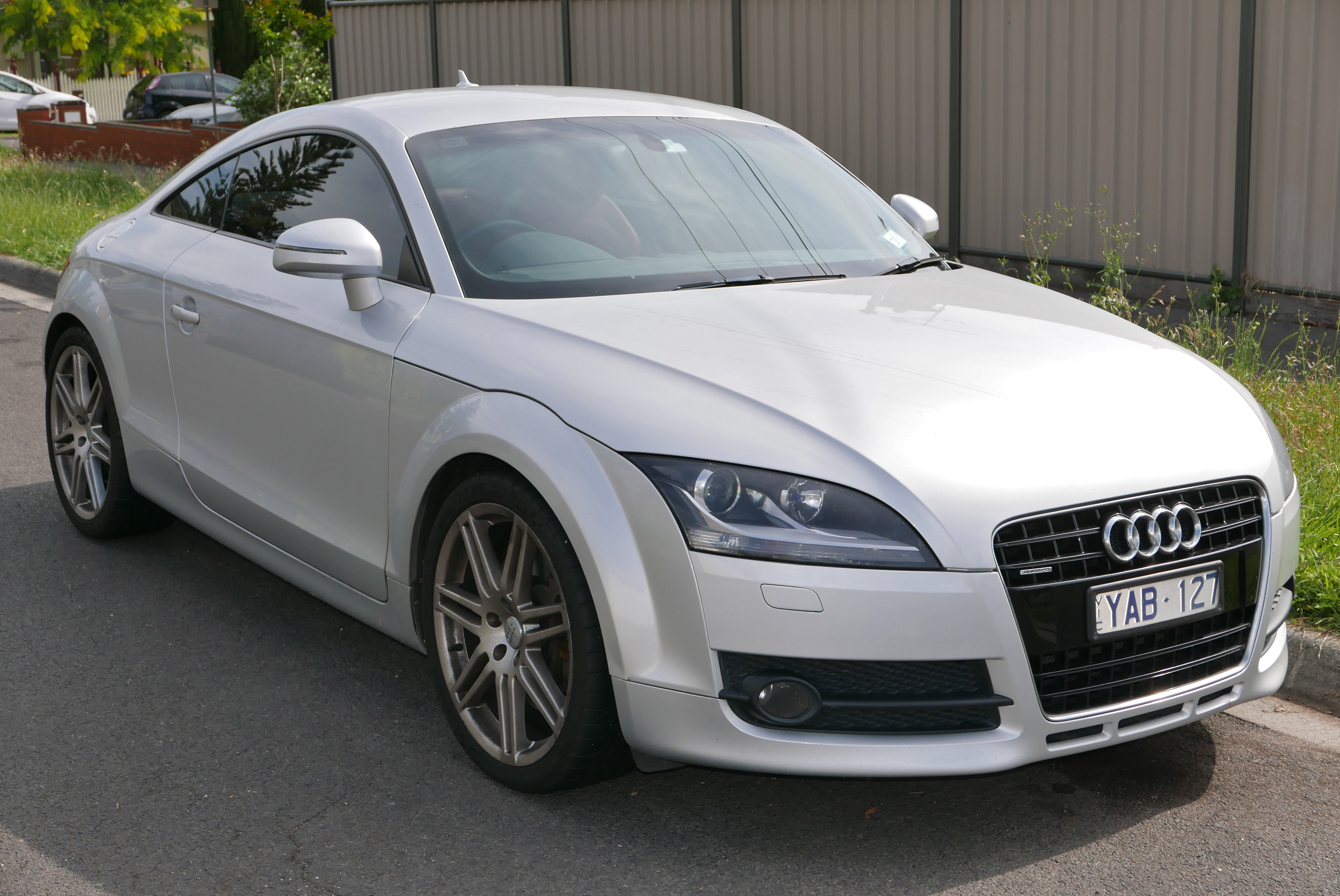
Audi TT (8J) 2007

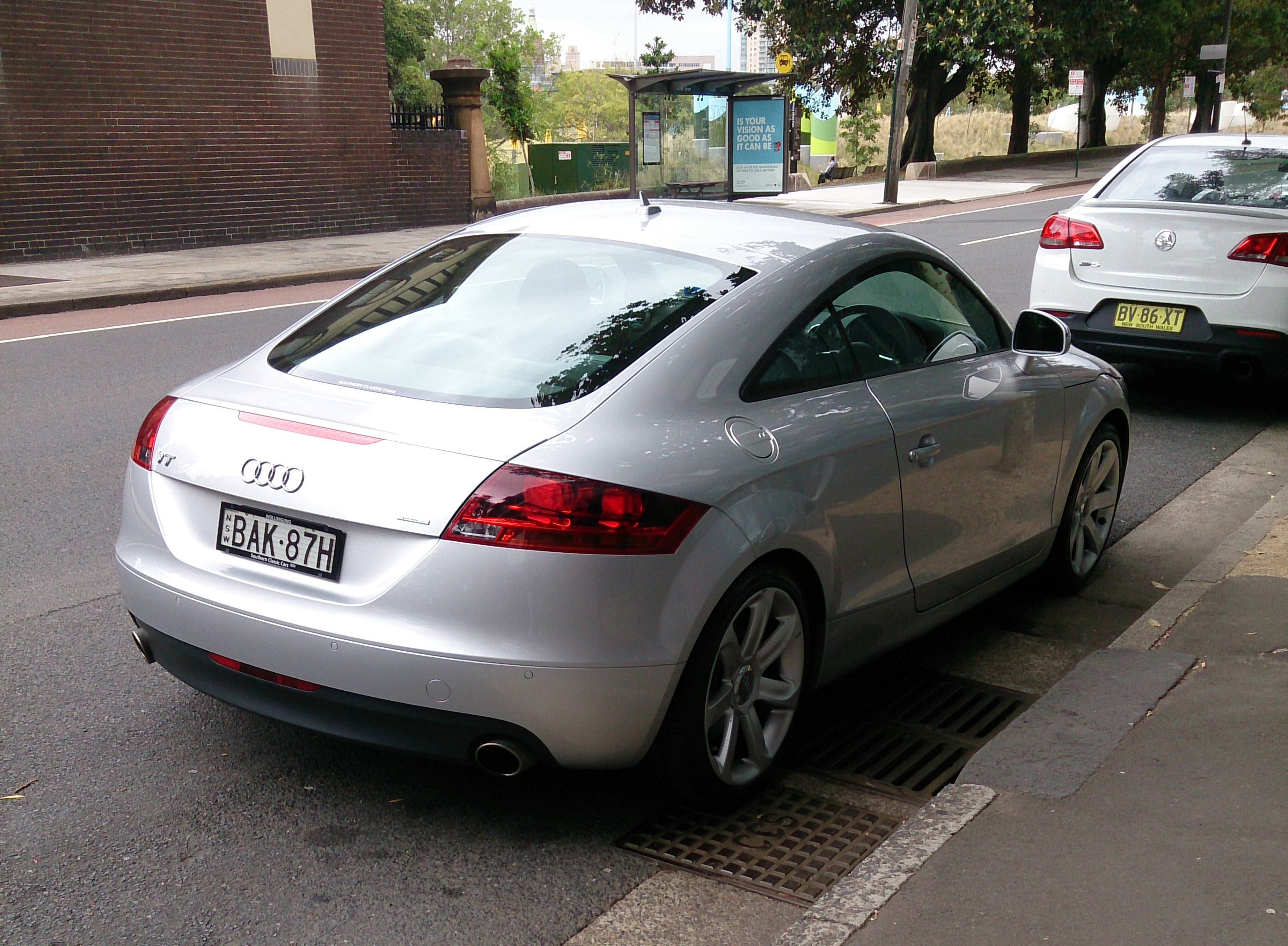
Traseira Audi TT (8J) 2007

Em Agosto de 2004, Audi anunciou que a segunda geração do TT iria ser totalmente feita em alumínio, e entraria em produção em 2007. Uma previa de como seria a segunda geração do TT foi mostrada no Audi Shooting Brake — um veículo conceitual, mostrado na Tokyo Motor Show em 2005. Esse conceito era uma premissa do novo Audi TT, porém com um estilo angulado, e uma carroceria hatchback "shooting brake" de 2 portas.
A Audi enfim revelou a segunda geração do TT, internamente designado Typ 8J, em 06 de Abril de 2006. Ele era construído sobre a plataforma A5 (PQ35) da Volkswagen, e usava alumínio nos painéis frontais, como para-lamas, capô, e aço na traseira, para melhorar a distribuição de peso do veículo, e aproximá-la o máximo possível da neutralidade, ou seja, tentar aproximar a distribuição para 50% para cada eixo. Assim com seu predecessor ele também estava disponível com tração dianteira ou com o sistema "quattro" — o sistema de tração integral da Audi, e novamente oferecia duas opções de carroceria: Coupé 2+2, e Roadster com dois assentos. Comparado com a geração anterior, o esse modelo é 127 mm mais comprido e 76.2 mm mais largo que a anterior. A produção oficial começou em meados de agosto de 2006.
O TT 8J, assim como os outros veículos que compartilham da mesma plataforma, era equipado com uma Suspensão multi-link tanto na dianteira quanto na traseira. A Suspensão poderia ser melhorada com o, então novo, sistema de de suspensão ativa da Audi, o "Audi Magnetic Ride", que era disponibilizado como opcional. Esse sistema era baseado no MagneRide do Grupo BWI, que usa amortecedores magnetoreológicos – isso significa que a ECU irá ajustar automaticamente as propriedades dos amortecedores de acordo com as condições da via que o veículo trafega, e da maneira que é conduzido.
Essa geração do TT vinha equipada com um spoiler desde suas primeiras unidades, visando evitar os acidentes da geração passada. o equipamento era acionado automaticamente a partir de 120 quilômetros por hora (75 mph), e retraído em velocidades abaixo de 80 km/h (50 mph). O spoiler também poderia controlado manualmente pelo condutor através de um botão no console central do veículo.

### Trem de força
As gama de motores disponibilizados inicialmente incluíam apenas motores movidos a gasolina, que era constituída por dois motor de quatro cilindros em linha: Um motor 1.8L (conhecido por EA888) Turboalimentedo com injeção direta de combustivel (denominado TFSI — uma abreviação para Turbocharged Fuel Stratified Injection), esse motor foi disponibilizado inicialmente apenas na Alemanha, e mais tarde no resto do mundo em meados de 2009. A segunda opção era um variante do EA113 2.0L TFSI. A tecnologia Fuel Stratified Injection (FSI) é derivada dos carros de endurance da Audi que competem nas 24 Horas de Le Mans, e oferecia um melhoria na eficiência dos motores a combustão, e consequentemente aumentava a potência dos motores e reduzia o níveis de emissão de poluentes na atmosfera. O motor 3.2L VR6 é o mesmo da geração anterior, e esse motor também estava disponível no modelo canadense. Os modelos 2.0 TFSI quattro, com os motores EA888, foram disponibilizados no modelo 2009.
Uma transmissão manual equipava por padrão o modelo, porém ele poderia ser equipado com um transmissão DSG (agora chamado de "S-TRONIC" em todos modelos Audi). O sistema quattro, novamente usando o sistema Haldex com diferencial de deslizamento limitado, também estava disponível – Equipava por padrão o modelo V6, porém não estava disponível nos modelos 1.8 TFSI.

### 2.0 TDI quattro

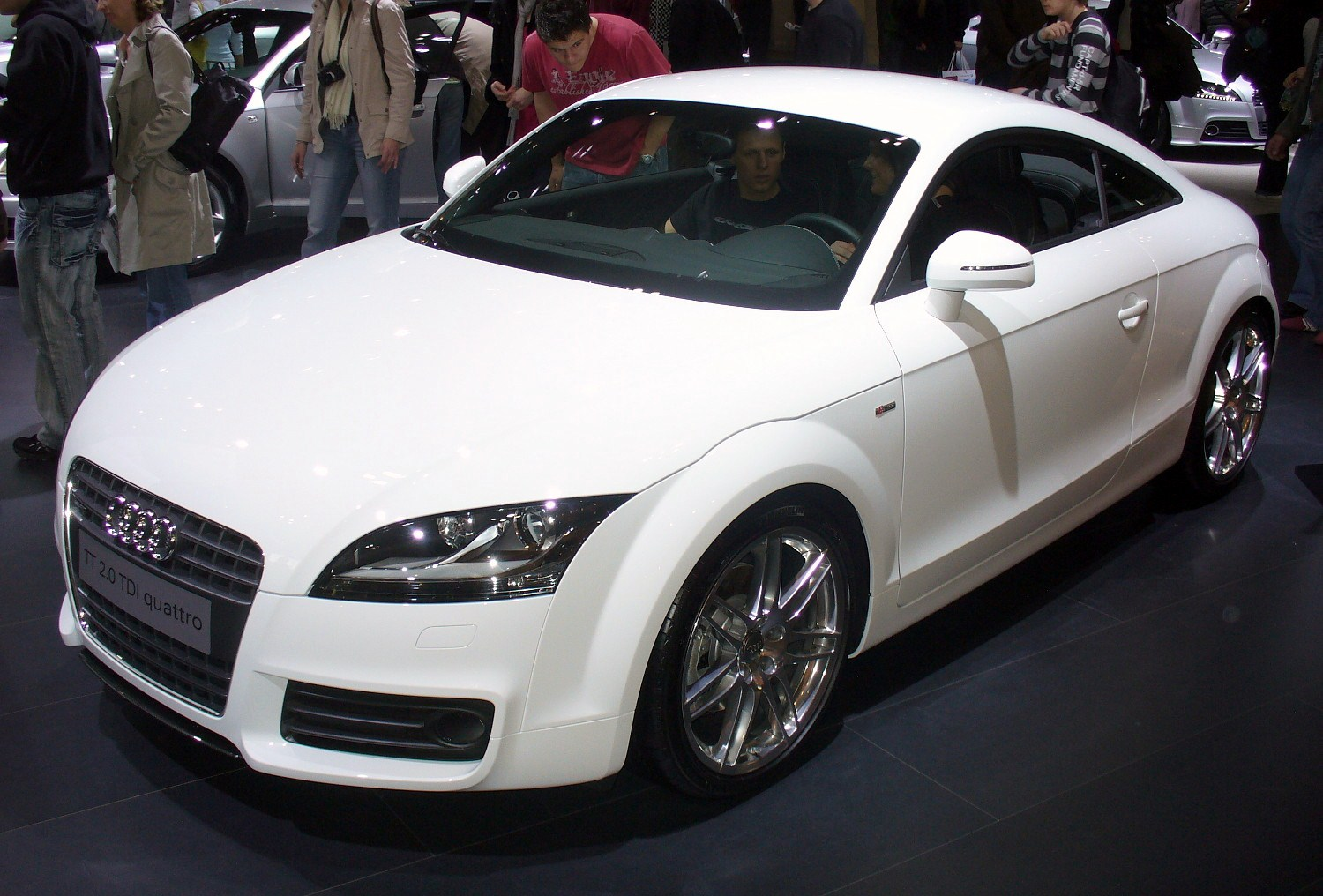
Audi TT Coupé 2.0 TDI quattro

Lançado no Salão Internacional do Automóvel de Genebra em 2008, a versão 2.0 TDI quattro foi a primeira versão do TT com motor diesel ofertado pela Audi no mercado europeu. Como o nome indicava, ele estava disponível apenas com o sistema quattro, nas versões Coupé e Roadster. A potência era fornecida pelo motor EA189 2.0L TDI 16v DOHC (TDI é uma sigla para Turbocharged Direct Injection), o motor possuía uma linha de combustível do tipo common rail com uma pressão de 1 800 bar (26 110 psi) e bicos injetores piezoelétricos. Esse motor produzia 210 cv (154 kW) de potência aa 4200 rpm e 350 Nm (35,7 kgf-m) de torque entre 1750 e 2500 rpm. Para transmitir essa potência para as rodas ele usa uma transmissão manual de 6 velocidades.
O tempo de aceleração de 0 a 100 km/h (62,1 mph) no Coupé era de 7.5 segundos, e tinha velocidade máxima de 226 km/h (140 mph). A versão roadster por ser um pouco menos eficiente aerodinamicamente alcançava a marca 100 km/h (62,1 mph) partindo de 0, após 7.7 segundos — apenas 0.2 segundos a mais que a versão coupé, e tinha velocidade máxima de 223 km/h (139 mph).
A Audi declarou que o consumo média de combustível em circuito misto (parte em perímetro urbano e parte em perímetro rodoviário) para a variante Coupé equipada com o motor EA189 2.0 TDI era de 5.3 L/100 km, além disso o nível de emissões de CO2 era de 139 g/km. Já o Roadster TDI fazia uma média de 5.5 L/100 km e liberava 144 g/km de CO2.

### TTS

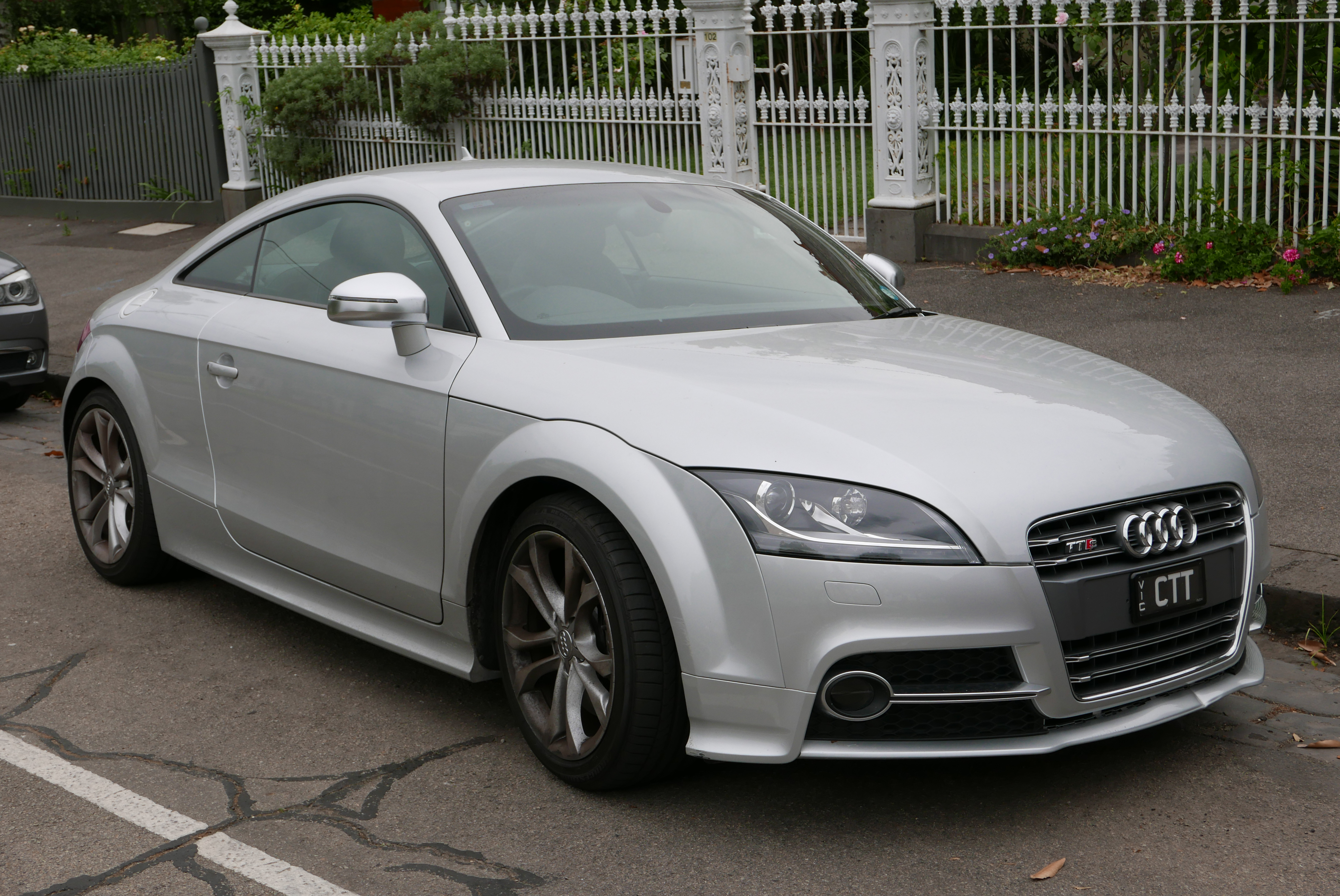
TTS Coupé

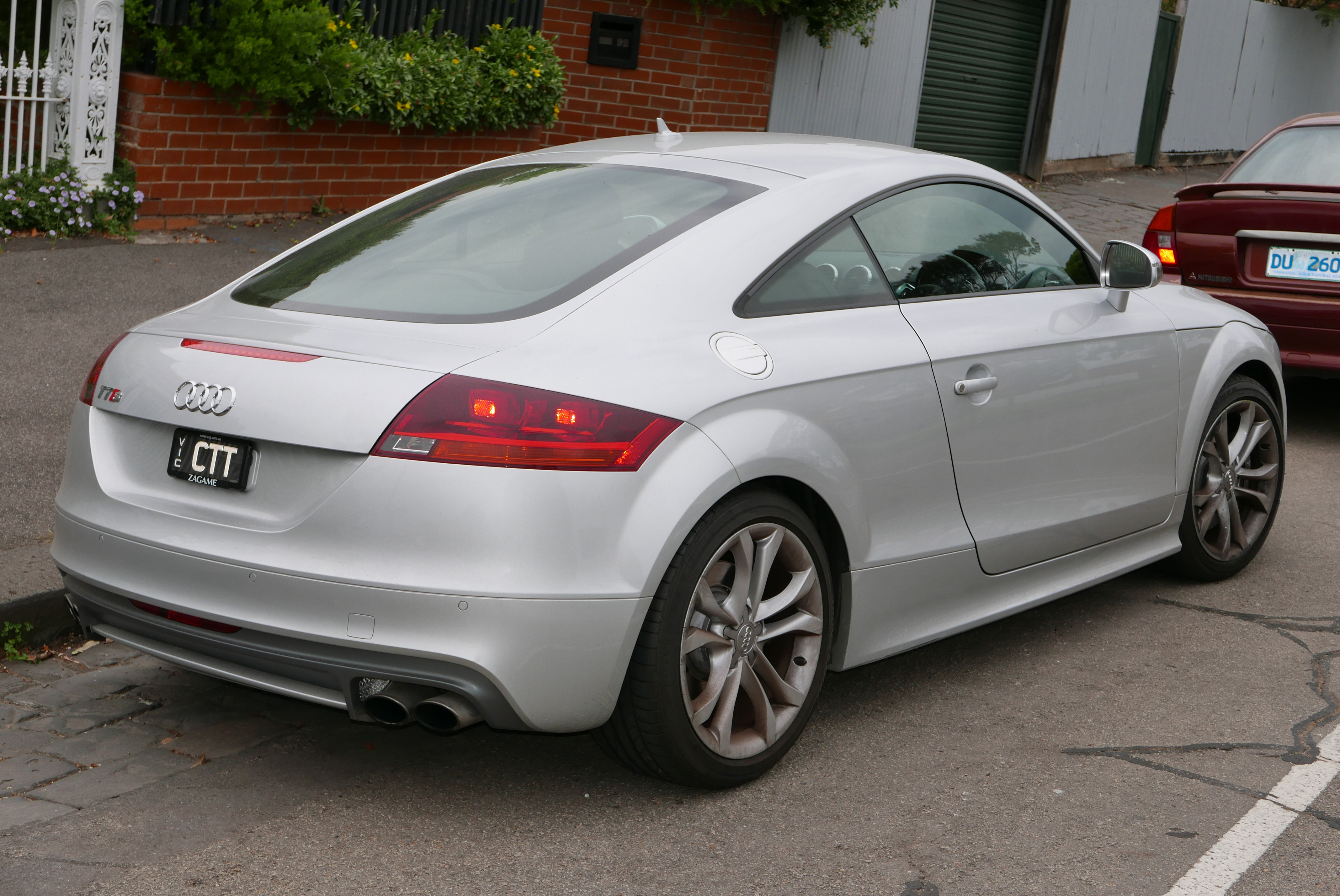
TTS Coupé

No Salão Internacional de Automóvel Norte-Americano de 2008 em Detroit, A Audi apresentou o primeiro modelo da linha "S" da gama de TT – O Audi TTS quattro, com um motor 2.0 TFSI revisado especialmente para ele. O bloco, cabeçote e os bicos injetores foram todos modificados, porém mantendo a base do motor EA113 2.0 TFSI (ID: CDL). Junto com outras modificações, esse motor produzia 200 kW (272 cv) de potência, e gerava 350 Nm (35,7 kgf-m) de torque entre 2,500 e 5,000 rpm.
Havia duas opções de transmissão: Câmbio manual de 6 velocidades close-ratio (significa que as relações de marchas são mais curtas), ou a opção de dupla embreagem da Audi, a "S tronic" de 6 velocidades. Nos Estados Unidos, a S tronic era única opção de transmissão que os compradores tinham. Assim como todos os modelos da linha "S" da Audi, o modelo estava disponível somente com o sistema quattro.

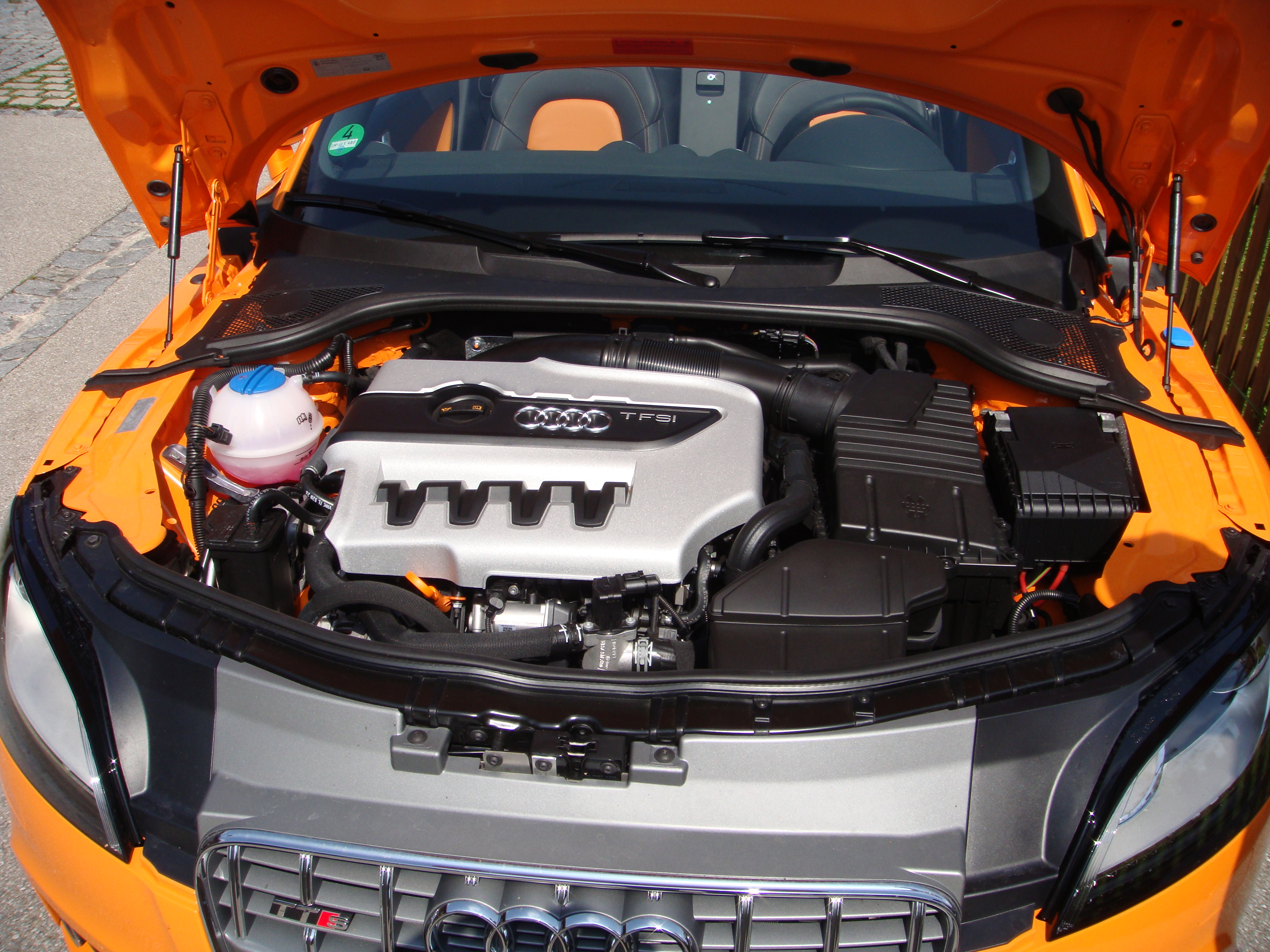
O motor do TTS Roadster

A suspensão ficou 10 mm (0,39 in) mais baixa que o modelo padrão, e contava com o sistema "Audi Magnetic Ride" por padrão e ganhou uma reprogramação no sistema de controle eletrônico de estabilidade (ESP), foram adicionados 2 estágios de controle que permitia uma condição mais esportiva. Os discos de freios radialmente ventilados eram acompanhados de pinças de freio de pistão simples, que eram pintadas na cor preta brilhante e continha o logo TTS estampado nelas. No seu painel de instrumentos ele contava com um cronometro de voltas, para ajudar seus compradores a verificar o seu tempo de volta em track days. Era equipado de série com rodas de liga leve aro 18 e 9" de largura, calçado com pneus de alta performance 245/40 ZR18, rodas de 19" 5 spoke star eram opcionais. O exterior sofreu algumas alterações – a frente foi redesenhada, agora com entradas de ar maiores, para-choque traseiro redesenhado, adição de saias laterais, e quatro ponteiras de escapamento.
O TTS Coupé alcançava a marca de 100 quilômetros por hora (62,1 mph) e 5.4 segundos, a versão roadster era 2 décimos mais lenta, com a marca de 5.6 segundos. A velocidade máxima era eletronicamente limitada em 250 km/h (155 mph). O carro começou a ser vendido nos Estados Unidos em novembro de 2008.

### TT RS

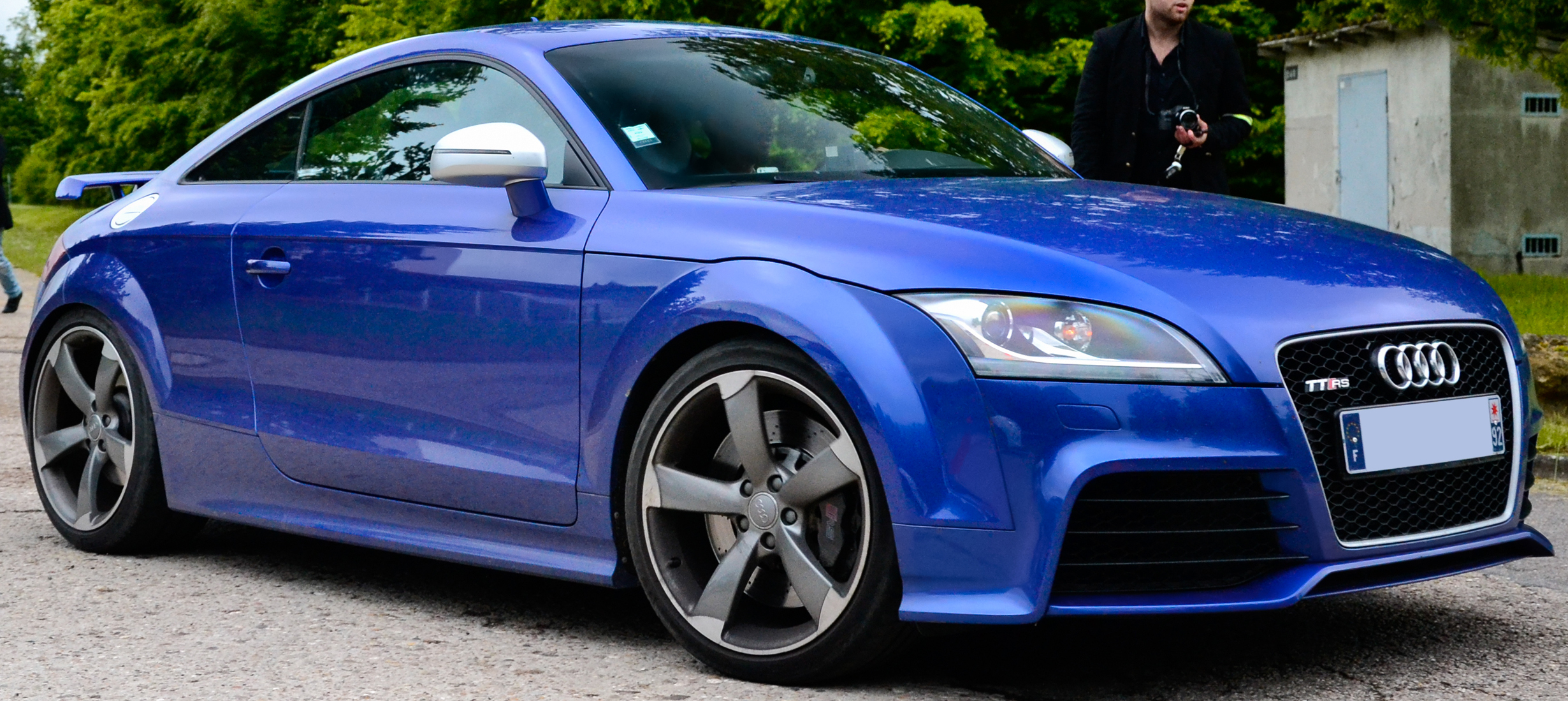
Audi TT RS

Com sua estreia mundial no Salão Internacional do Automóvel de Genebra de 2009, o Audi TT RS foi o primeiro esportivo compacto a figurar a linha "RS" da Audi, ele foi desenvolvido pela quattro GmbH (subsidiaria de alta performance da Audi) em Neckarsulm. O TT RS estava disponível nas versões Coupé e Roadster, e era equipado com um motor 2.5L cinco cilindros em linha turbo movido a gasolina. Esse motor pesava 183 kg (403 lb), e produzia 210 cv (154 kW) de potência entre 5400 a 6700 rpm, e 450 Nm (45,9 kgf-m) de torque entre 1600 – 5300 rpm.
Desde que o primeiro modelo Audi "RS" lançado – o Audi RS2 Avant – todos os modelos "RS" eram fabricados na fabrica da quattro GmbH em Neckarsulm, Alemanha, porém o TT RS foi o primeiro Audi RS que não era fabricado em Neckarsulm, ele era completamente feito em Győr, Hungria.

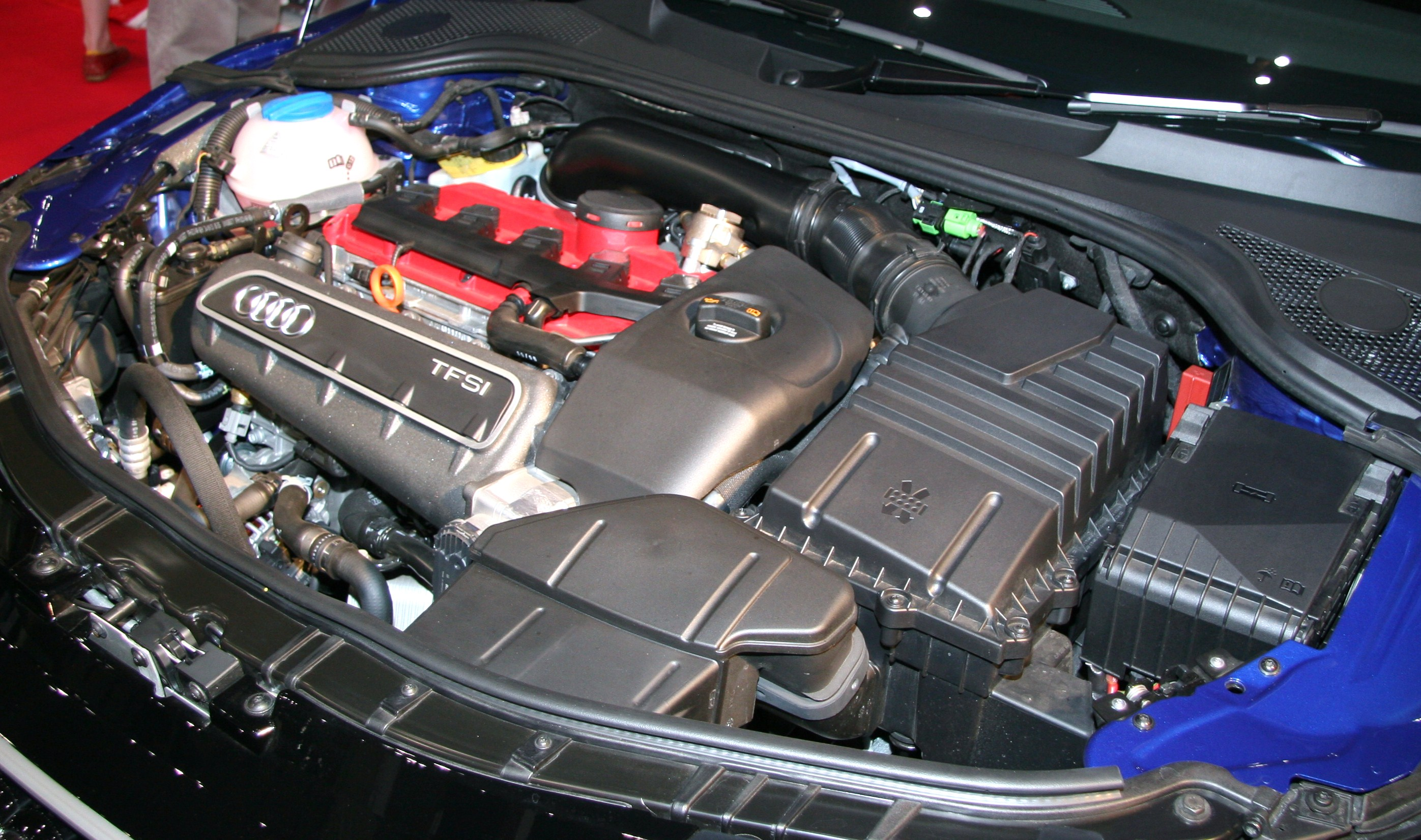
Motor do Audi TT RS Coupe

O TT RS era equipado com um câmbio manual de 6 velocidades close-ratio, e assim como todos os outro modelos "RS", estava disponível apenas com o quattro (o sistema de tração integral proprietário da Audi), Aliado a uma versão especialmente adaptada para para o TT RS do sistema haldex multi-disco. o sistema quattro sofreu melhoria na junta homocinética antes do eixo cardã, e no diferencial traseiro – que foi melhorado para suportar o aumento de torque do motor cinco cilindros turbo.
Assim como o TTS, na versão RS a suspensão também ficou 10 mm (0,39 in) mais baixa que o modelo padrão, o sistema "Audi Magnetic Ride" é oferecido como opicional, e usava rodas aro 18 por padrão, calçados com pneus 245/45 ZR18 (opcionalmente ele poderia ser equipado com rodas aro 19" ou 20"). O sistema de freios foi melhorado, os discos de freios frontais foram substituídos por outros maiores, perfurados e radialmente ventilados, esses mediam 370 mm (14,6 in) de diâmetro. As pinças de freio dianteiras eram pintadas de preto brilhante e eram adornadas com a sigla "RS", e possuíam quatro pistões. Os discos traseiros também eram ventilados, eles mediam 310 mm (12,2 in) de diâmetro.

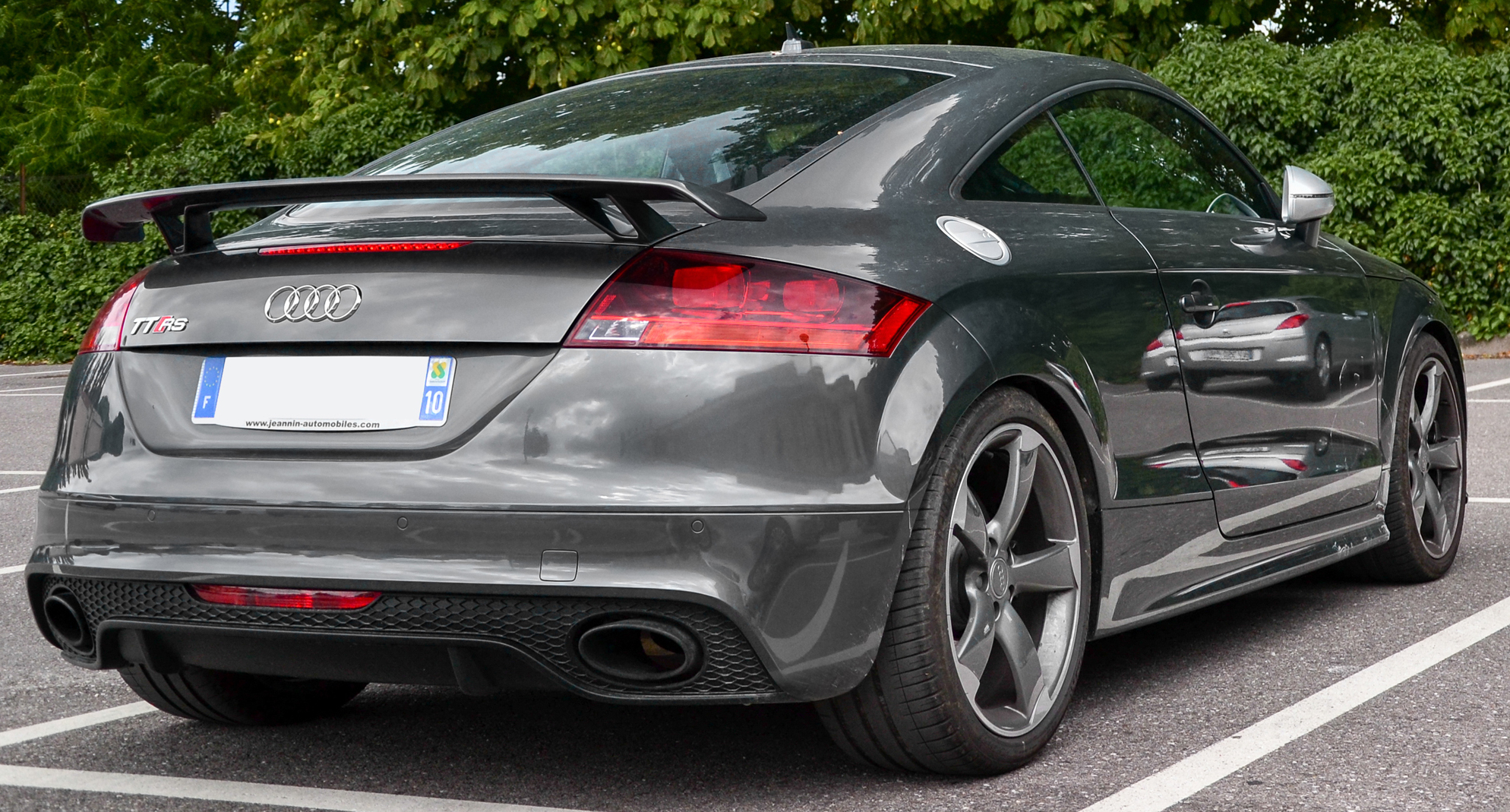
Audi TT RS

Por padrão o carro vinha com um spoiler traseiro fixo (o spoiler retratil era opcional), e tinha o interior todo preto com bancos esportivos aquecidos revestidos com alcântara e couro (Silk Nappa, Fine Nappa eram opcionais). 7OS bandos "RS bucket" Recaro, lançados primeiro no Audi RS4 de sétima geração (também conhecido como de RS4 B7), também poderiam ser adquiridos como opcionais. Outra coisa também trazida do RS4 B7, foi o "botão Sport", que deixava o acelerador mais sensível e o sistema de exaustão mais grave, além de um sistema de controle de estabilidade que poderia ser configurado em 3 estágios.
Os dados oficias referentes a performance do carro, indicavam que a versão Coupé acelerava de 0 a 100 km/h (62,1 mph) em 4.5 segundos (4.7 segundos para a versão Roadster), com velocidade máxima limitada eletronicamente a 250 km/h (155 mph), porém existia a possibilidade de comprar o carro limitado 280 km/h (174 mph) de fabrica. A versão Coupé pesava 1 450 kg (3 197 lb), já a versão Roadster pesava 1 510 kg (3 329 lb).
Em 2010 o TT RS emfim recebeu uma transmissão automática, era um transmissão DSG de 7 velocidades capaz de lidar com o torque entregue pelo motor. O câmbio de 6 velocidades usado no TTS não conseguia suportar os 450 Nm (45,9 kgf-m) de torque do RS, esse foi o principal motivo para que o TT RS inicialmente só tinha disponível uma transmissão manual.
O carro teve suas vendas iniciadas em março de 2009, as primeiras unidades começaram a ser entregues no verão desse mesmo ano. Em 2010, o TT RS foi confirmado para o mercado norte americano. A decisão foi influenciada por uma petição online que pedia que o carros fosse lançado nos Estados Unidos, essa petição alcançou mais de 11000 assinaturas. O TT RS chegou no terceiro trimestre de 2011 como modelo 2012.
Em 2012, O TT RS plus foi lançado. Ele era equipado com uma versão melhorado do motor do TT RS, esse motor originalmente equipava o carro conceitual Q3 RS; esse motor produzia 360 cv (265 kW) de potência a 5500 rpm, e 47,3 kgf-m (464 Nm) de torque a 1650 rpm. Como resultado desse aumento de potência, a Audi cravou 4.3 segundos em teste de aceleração de 0-62 mph na versão manual, e 4.1 segundos para a versão the S-tronic. Além disso, a Audi aumentou o limite máximo de velocidade da versão plus para 174 mph (280 km/h).

### Galeria

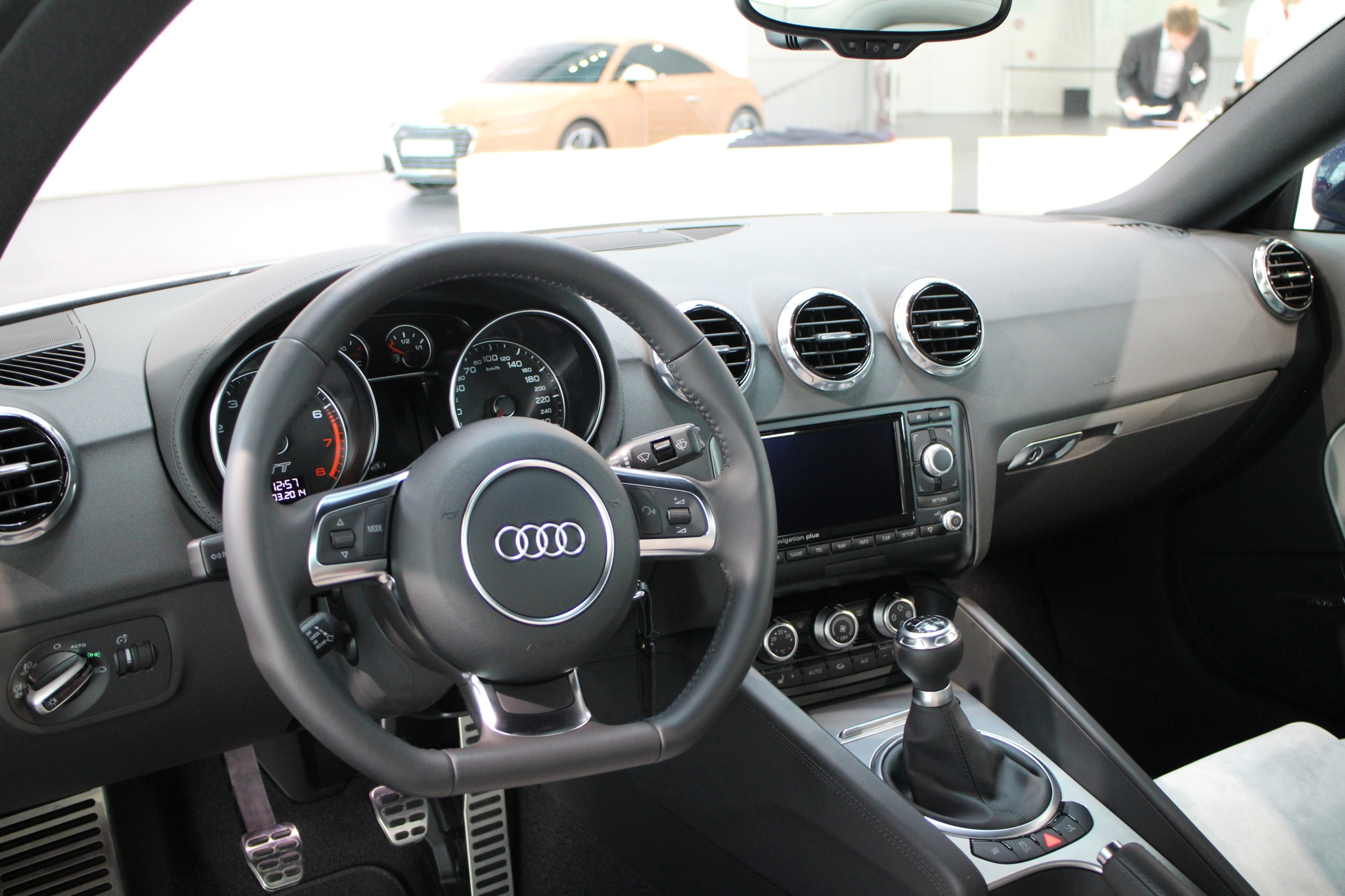
Interior do Audi TT coupé
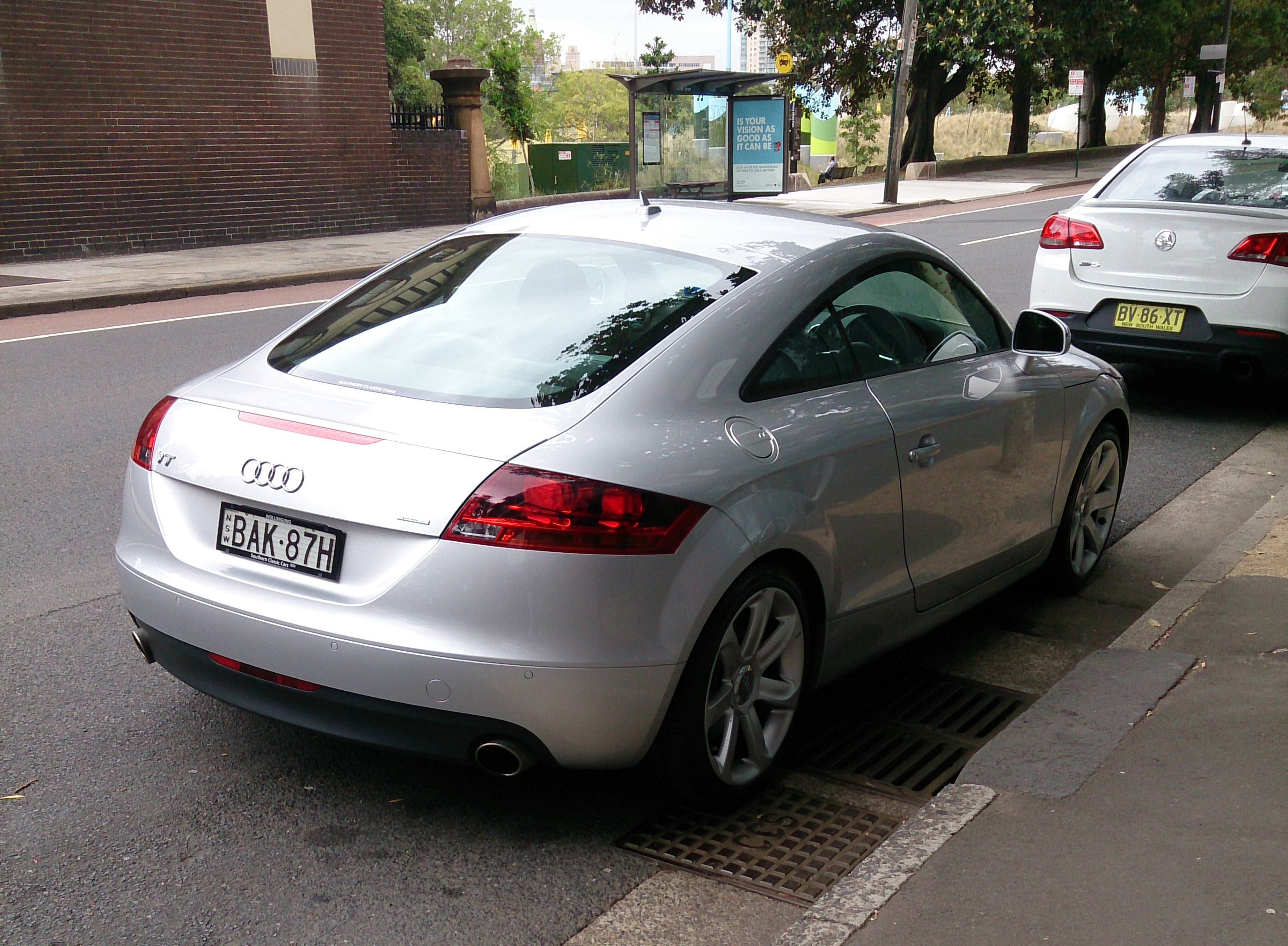
Traseira Audi TT coupé
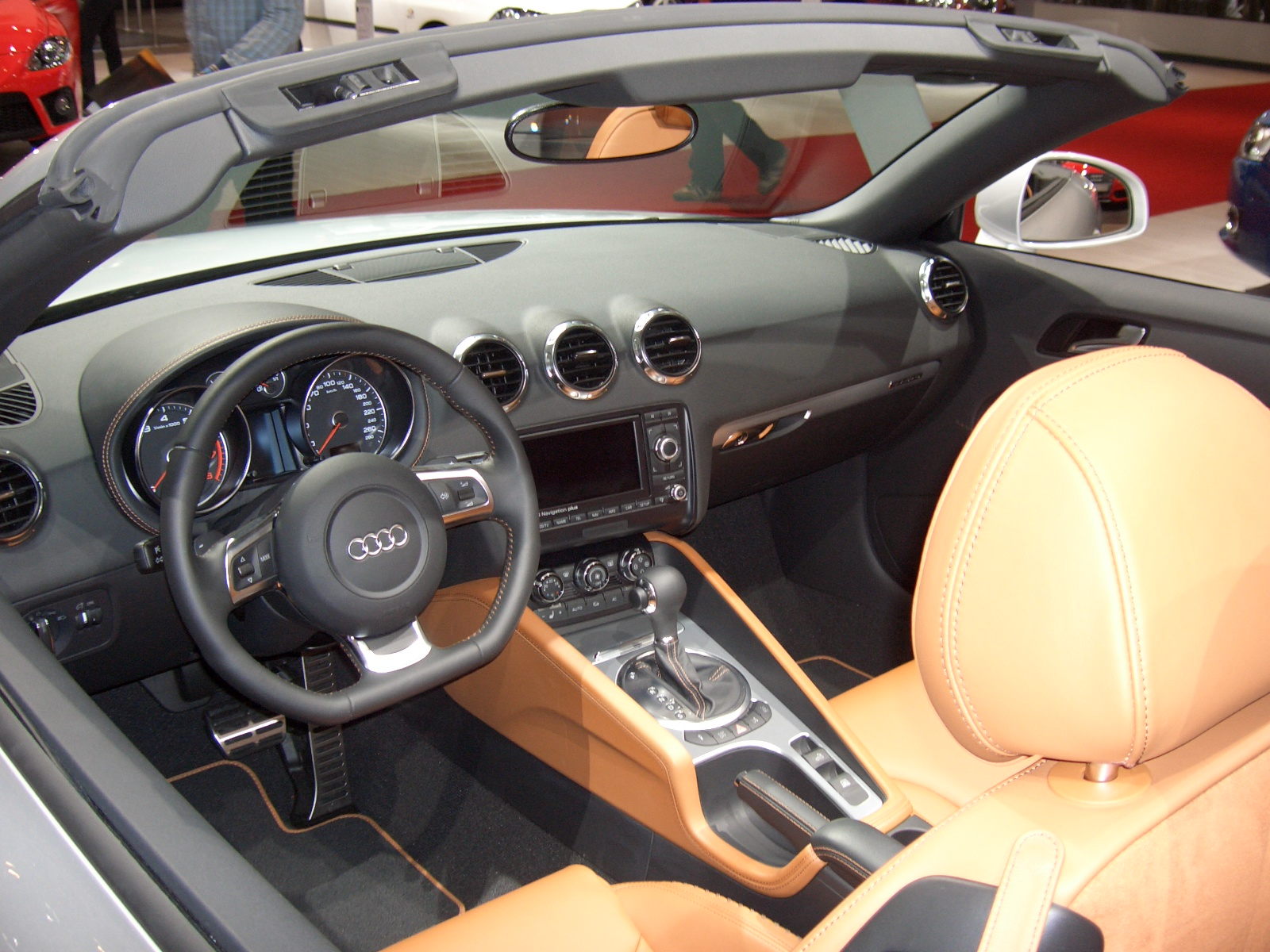
Traseira Audi TT Roadster
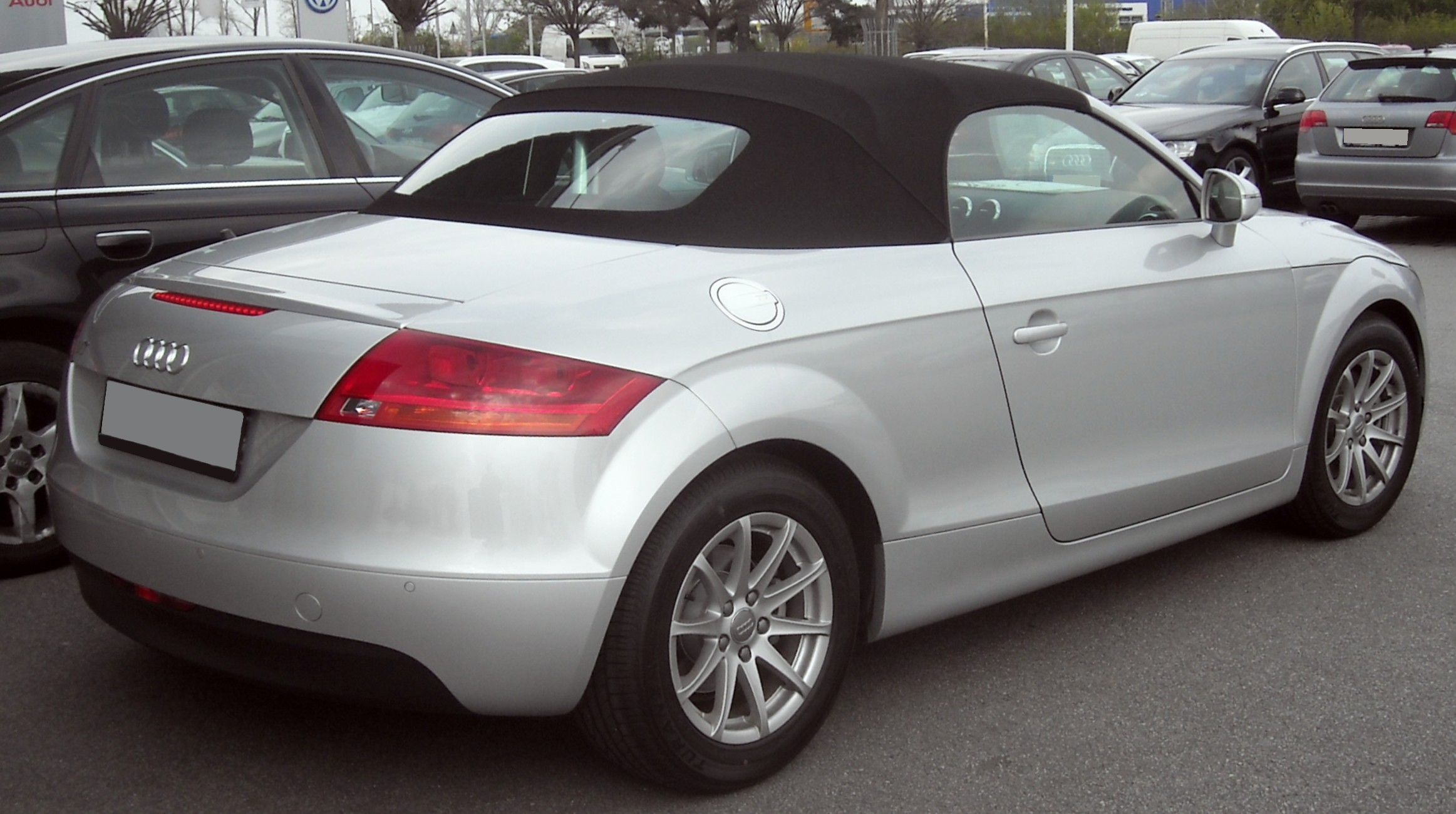
Traseira Audi TT Roadster
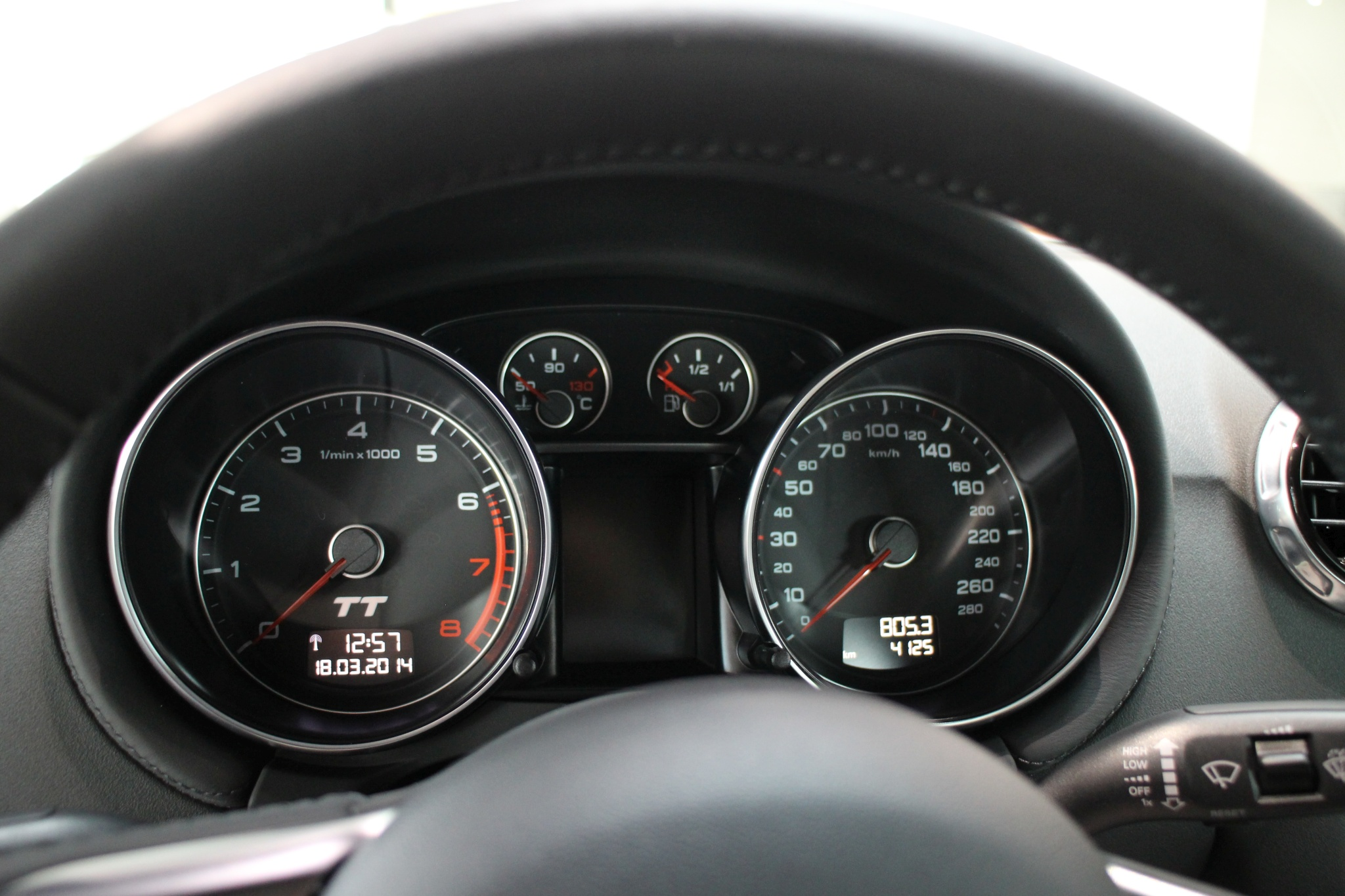
Painel Audi TT

## Terceira geração

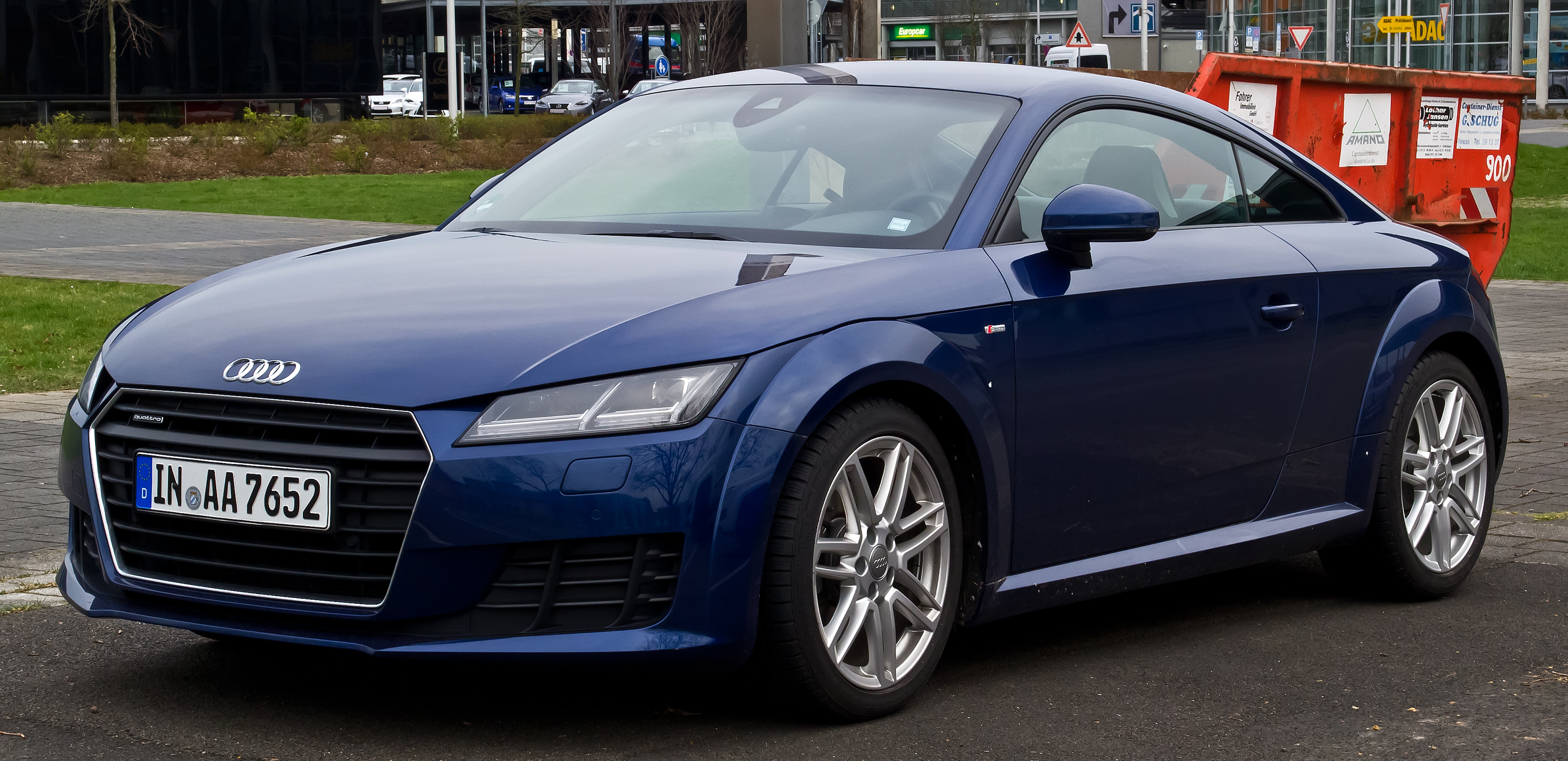
Audi TT Coupé (8S)

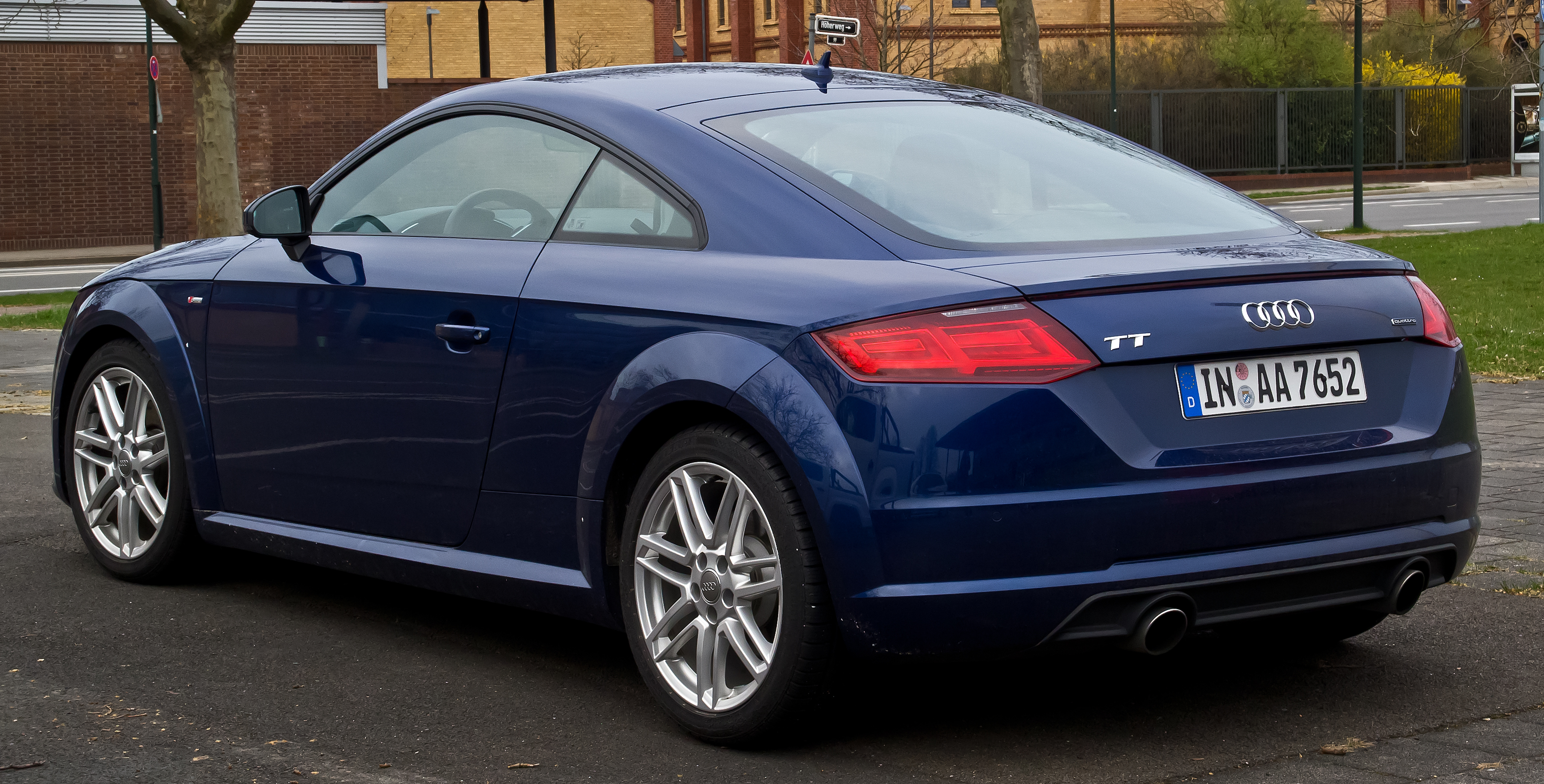
Audi TT Coupé (8S)

Assim como a geração anterior, a terceira geração do Audi TT, de codinome typ 8S, foi antecipada em forma de um carro conceitual: o Audi Allroad Shooting Brake, mostrado no Salão Internacional de Automóvel Norte-Americano em 2014.
No Salão Internacional do Automóvel de Genebra de 2014, a Audi revelou a terceira geração do TT. Esse geração do modelo usa a Plataforma MQB do Grupo Volkswagen. Assim como a geração anterior ele esta disponível com motores TFSI (Movido a gasolina) e TDI (Movido a diesel). O motor 1.8L TFSI produz 183 cv (135 kW) de potência a 6200 rpm e 25,49 kgf-m (250 Nm) de torque a 5500 rpm. Já o motor 2.0L TFSI esta disponível em duas versões: a primeira que equipa o TT, produz 233 cv (171 kW) de potência a 6200 rpm e 37,72 kgf-m (370 Nm) de torque a 4300 rpm; já a segunda que equipa o TTS, 314 cv (231 kW) de potência a 6200 rpm e 38,74 kgf-m (380 Nm) de torque a 5700 rpm. Uma versão diesel também está disponível, o motor 2.0L TDI produz 187 cv (138 kW) de potência a 4000 rpm e 38,74 kgf-m (380 Nm) de torque a 3250 rpm. Os motores TFSI estão disponíveis com o sistema Quattro de tração integral, já os motores TDI são equipados com tração dianteira. A versão 2017 do TT RS fez sua estreia mundial no Salão do automóvel de Pequim em Abril de 2016.
O interior da terceira geração Audi TT é notável para seu projeto de HVAC notável, caracterizado pelos controles de temperatura e fluxo de ar que são incorporados nas saídas de ar, assim melhorando a ergonomia.

### Audi TT RS

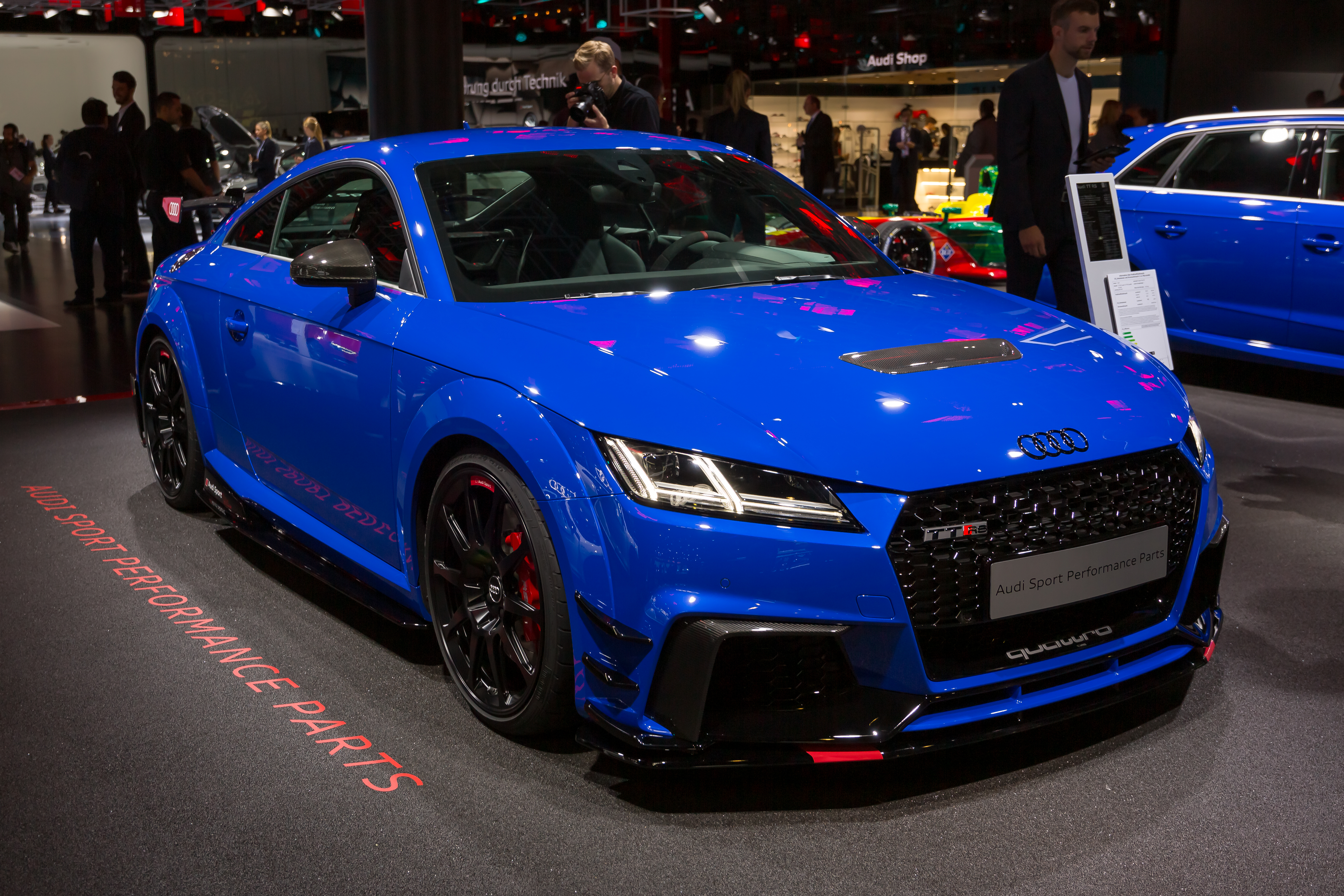
Audi TT RS

Em 2016, o Audi TT RS, assim como o modelo padrão baseado na plataforma MQB, foi anunciado nas versões coupé e roadster com motor 2.5L TFSI l5, que produz 406 cv (299 kW) de potência a 7000 rpm e 48,94 kgf-m (480 Nm) de torque a 5850 rpm. O sistema de Quattro de tração integral continua por padrão no veículo, e a única opção disponível de transmissão é a S-tronic de 7 velocidades.

### Galeria

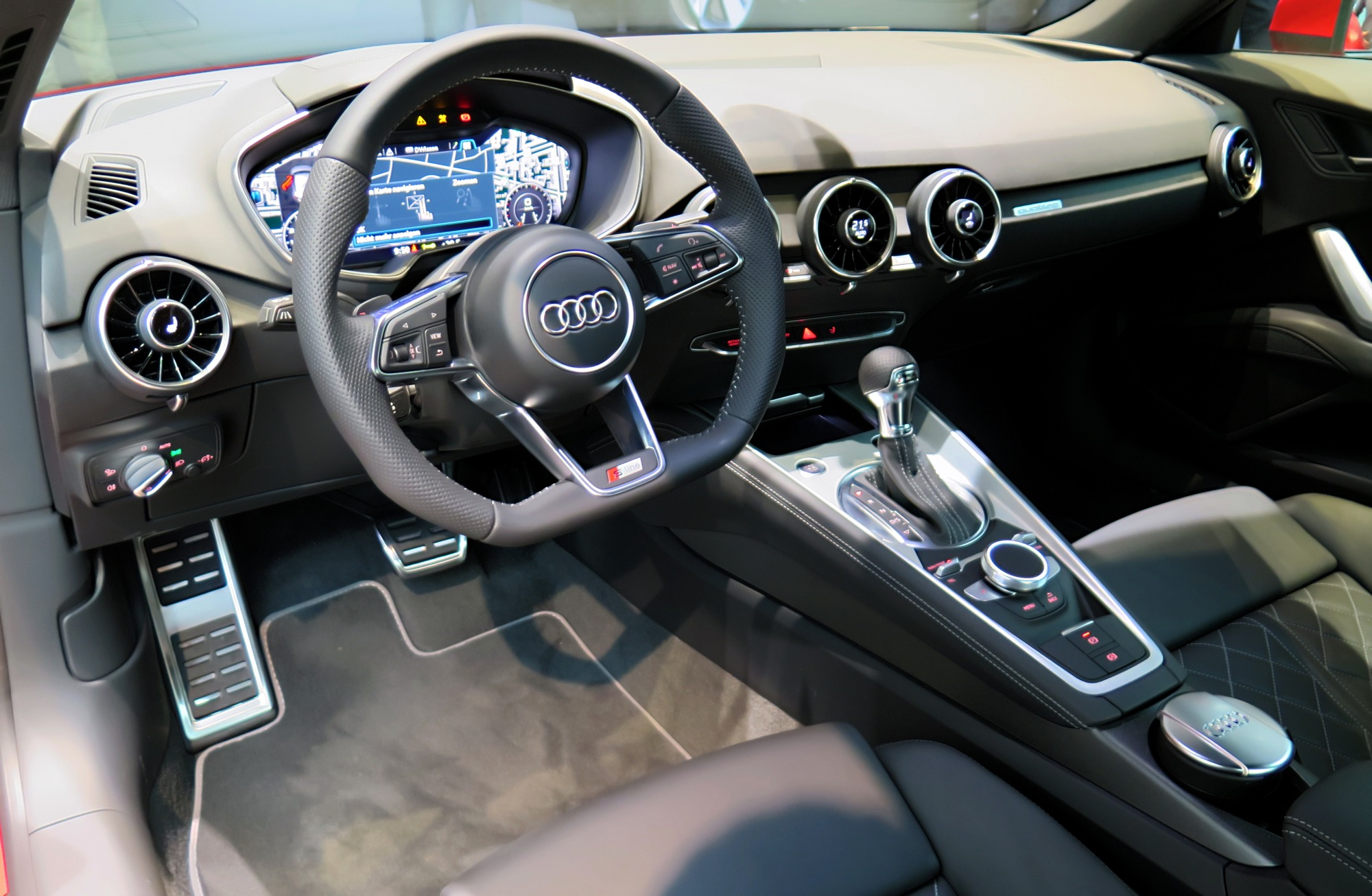
Interior do Audi TT coupé
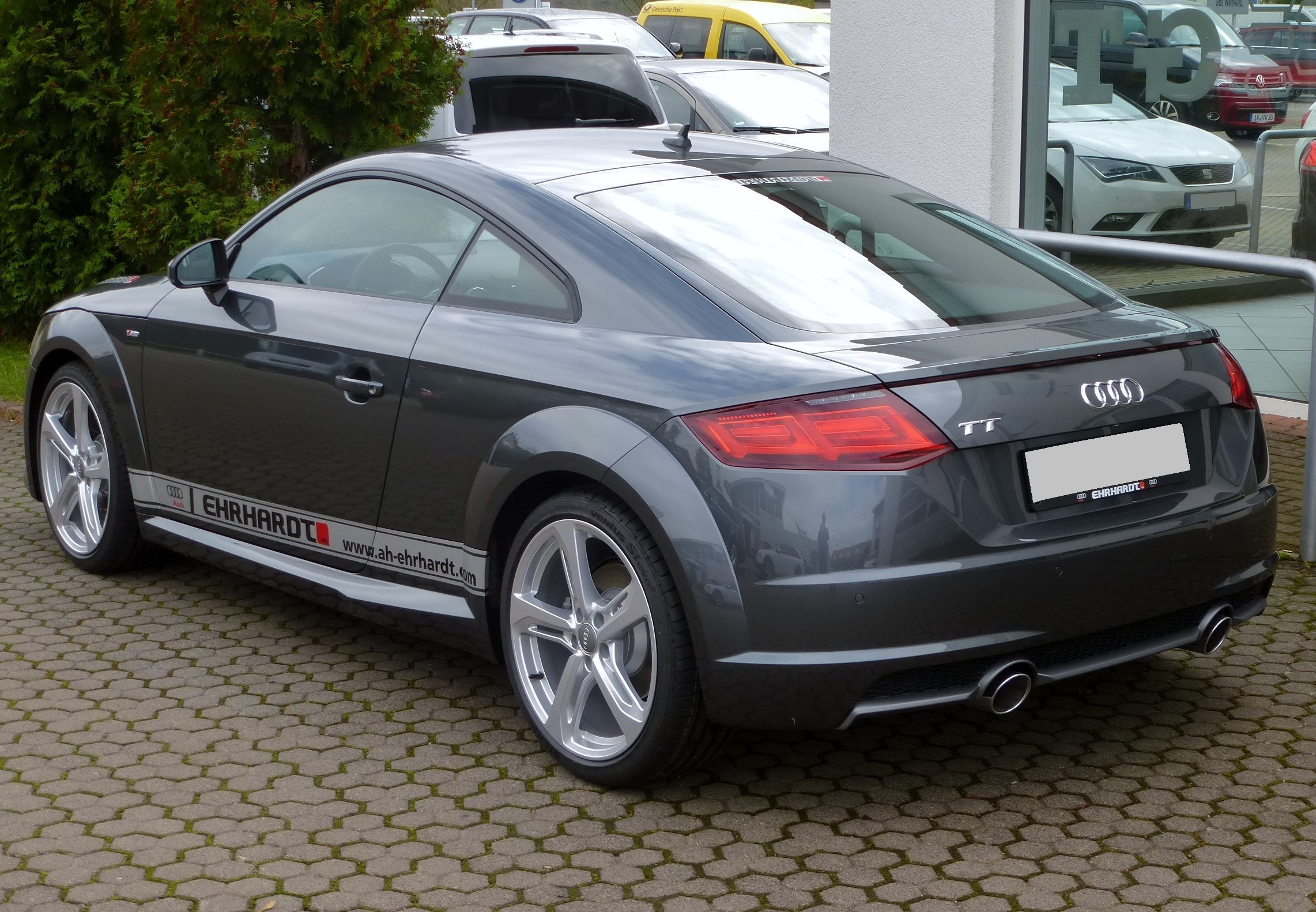
Traseira Audi TT coupé
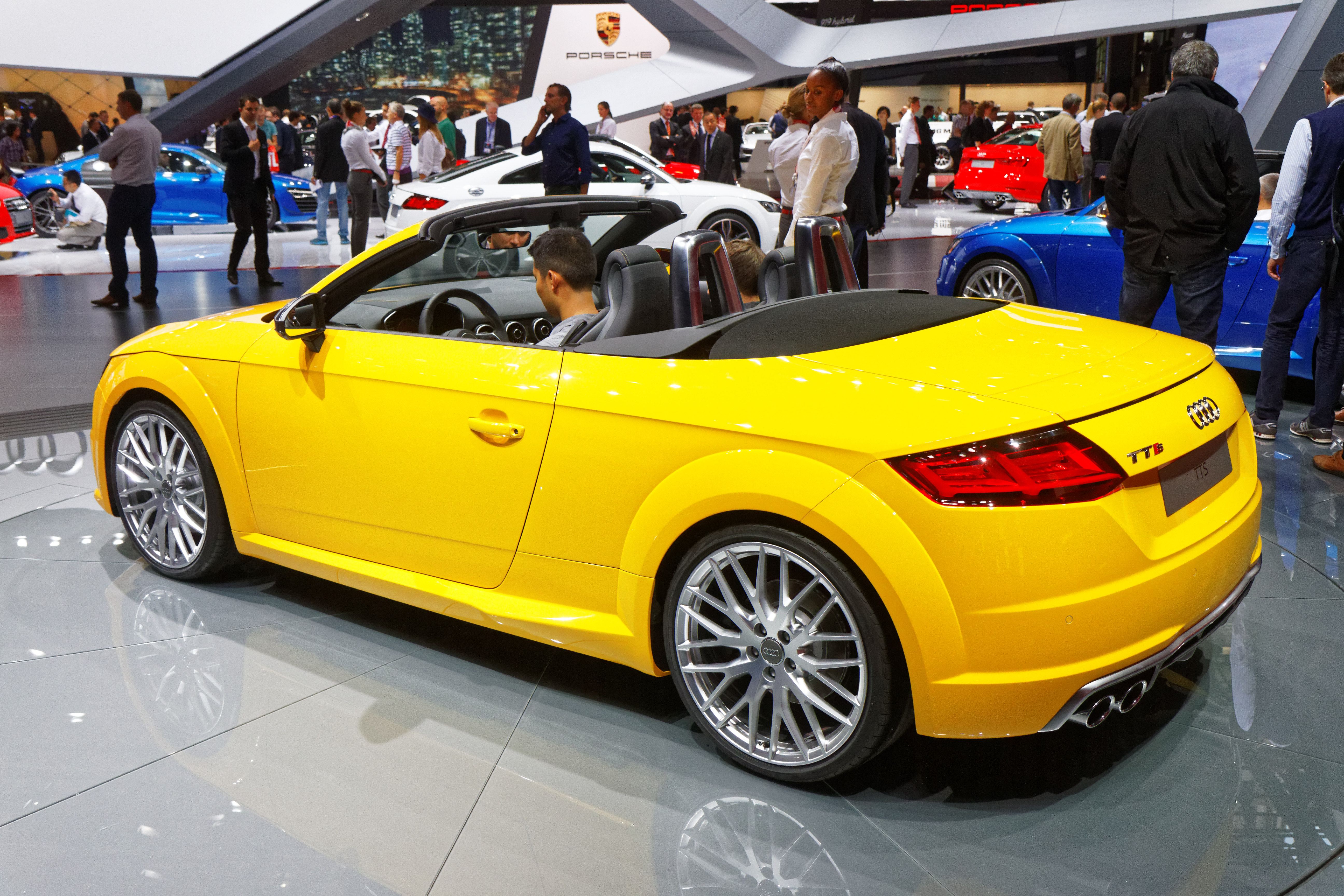
Traseira Audi TT Roadster
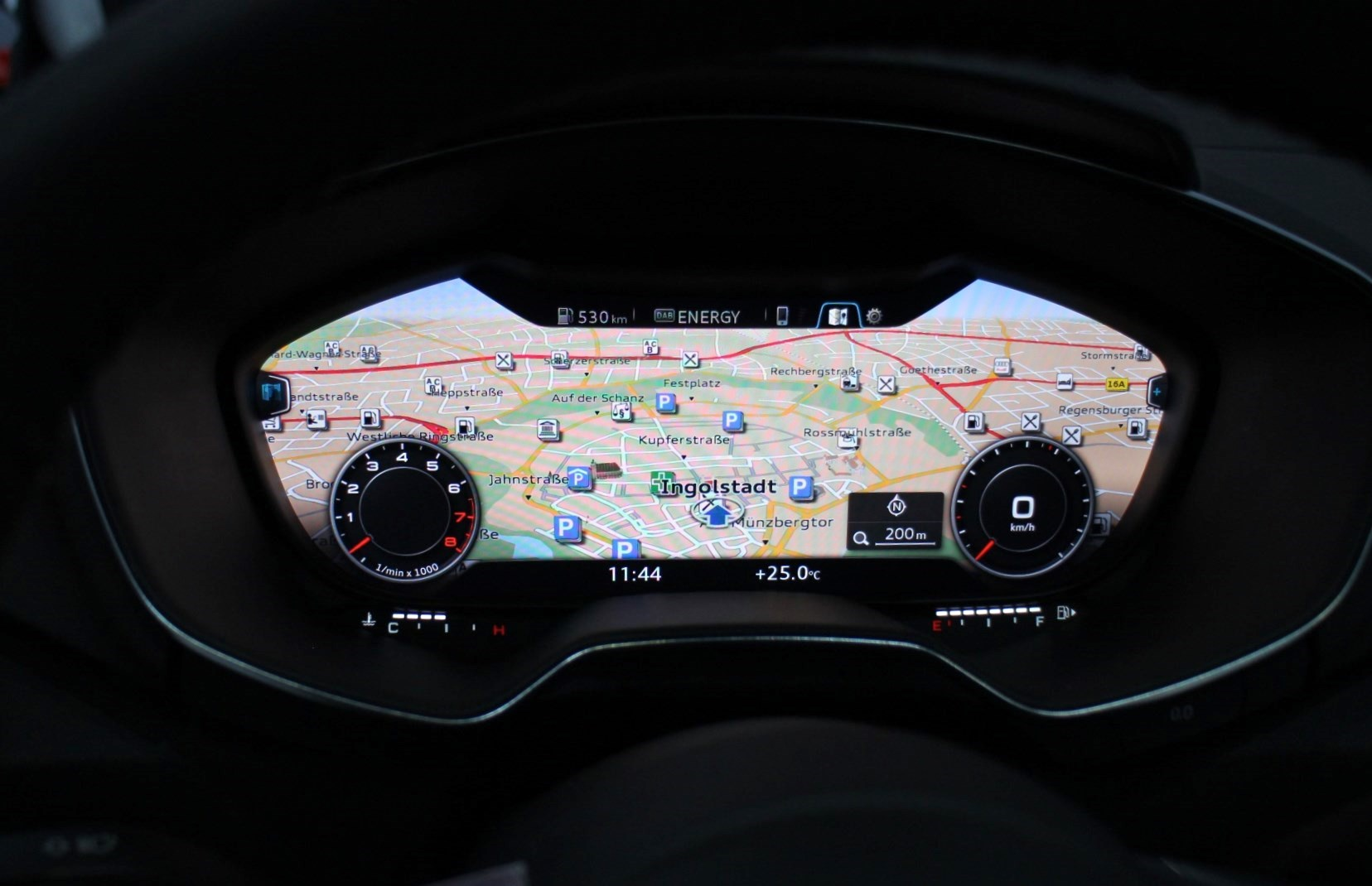
Display do Audi virtual cockpit
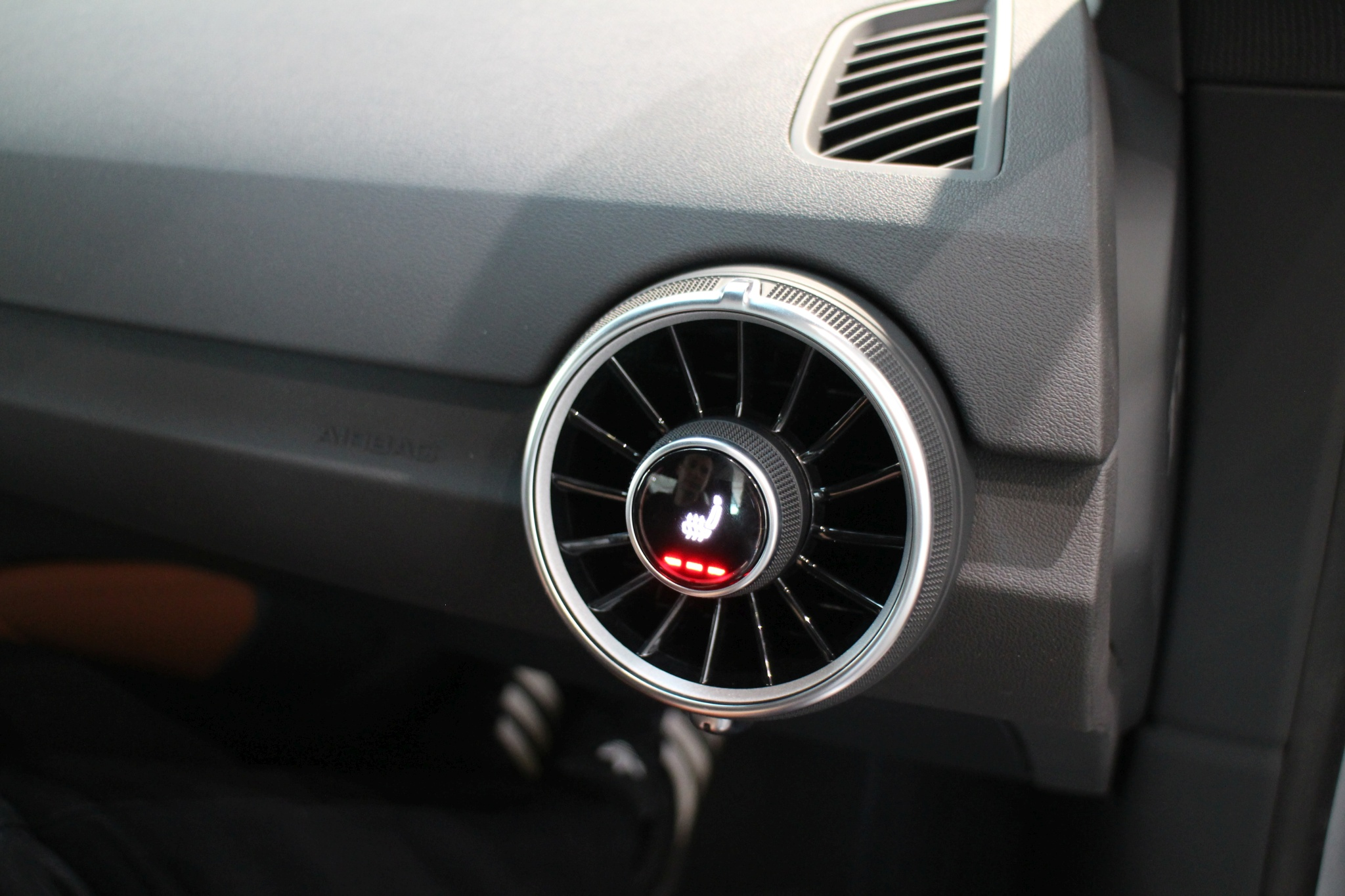
Controle do ar condicionado integrado a saída de ar

### Edições especiais

#### TT RS Heritage Edition
A Audi descontinuou o TT RS nos Estados Unidos após o ano modelo de 2022, por isso lançou o TT RS Heritage Edition, uma edição especial disponível em cinco cores e produzida em apenas 50 unidades. Serão fabricadas dez unidades de cada cor, cada uma representando um campeão de rali Ur-Quattro.

#### TT RS Audi Sport Performance Parts Edition
As Audi Sport Performance Parts estiveram disponíveis de 2018 a 2020 nas concessionárias Audi na Europa. Essas peças foram projetadas para melhorar o manuseio dinâmico dos modelos Audi R8 e Audi TT. Apenas 15 exemplares totalmente construídos foram feitos com todos os recursos da fábrica da Audi Sport, que foram distribuídos em todo o mundo para exposições internacionais de automóveis. Sabe-se que 13 estão na Europa (LHD) e 2 na Austrália (RHD).

#### TT RS Iconic Edition
Em outubro de 2022, a Audi lançou o TT RS Coupé Iconic Edition, disponível apenas na Europa e produziu 100 carros (dos quais apenas 11 com volante à direita).

#### TT/TT S Final Edition
Em 2023, a Audi revelou a Final Edition do TT, coincidindo com a descontinuação do TT devido ao declínio das vendas do segmento de cupês de duas portas. A Final Edition é exclusiva do Reino Unido, com a Audi confirmando que não estará disponível na América do Norte.